# Protivpešadijska mina
Protivpešadijska mina je vrsta mine za nanošenje gubitaka živoj sili i onesposobljavanju žive sile koja se kreće peške (pešadije), onda transportnim sredstvima i za diverzije, čiji dizajn je usmeren protiv ljudi za razliku od protivtenkovskih mina koje su namenjene uništavanju i onesposobljavanju vozila. Ove mine su dizajnirane da ozlede i ubiju što je više moguće osoba da bi se stekla prednost u ljudskim resursima i iscrpljivanju država zbog visoke cene koštanja u logističkoj podršci koja je potrebna da se žrtve zbrinu (lečenje žrtava, izrada odgovarajućih proteza za ruke i noge, njihova rehabilitacija i drugo).

## Opis i namena protivpešadijskih mina
Protivpešadijske mine su opremljene mehaničkim upaljačem koji inicira osnovno punjenje smešteno u telu mine. Kao osnovno punjenje koristi se TNT, mada mine manjih gabarita koriste snažnije eksplozive (npr. tetril). Odlikuju se malim dimenzijama i izuzetno malom količinom metala. Te karakteristike doprinose da se ove mine teško pronalaze i razminiraju. Po pravilu ove mine se ukopavaju i maskiraju.
Protivpešadijske mine namenjene su za izradu minskih polja, onda izradu mešovitih minskih polja (u kombinaciji sa protivtenkovskim minama) i postavljanje većih zgusnutijih grupa mina praveći minska polja radi odbrane državnih granica, onda nekih strateških pozicija i mogućih zamišljenih strateških pravaca odakle bi mogao neprijatelj da napadne, onda zaštita nekih važnih baza i drugo.
Protivpešadijske rasprskavajuće mine prvenstveno deluju na principu dejstva parčadi rasprsnutog tela mine nanoseći gubitke živoj sili čiji prečnik zavisi od vrste mine u krugu od 360°, izazivajući povrede ljudi. Mogu da nanesu ozbiljne povrede na rastojanjima do 30 m. Većina protivpešadijskih rasprskavajućih mina su potezne mine sa mehaničkim upaljačem, koji inicira osnovno punjenje smešteno u metalno telo veće debljine. I pored toga ove mine se mogu aktivirati uz pomoć niskih žičanih prepreka postavljenih na udaljenosti i do 20 m od mina, pre nego što detektor metala otkrije njihovo prisustvo. Zbog toga uklanjanje žičanih prepreka predstavlja važan korak u razminiranju ovih mina.

## Sastav protivpešadijskih mina
Kućište mine objedinjuje delove mine i štiti ih od spoljnih uticaja okoline. Tokom istorije kućišta mina su pravljena od čelika ili aluminija a do promene u izradi dolazi tokom Drugog svetskog rata i pronalaskom prenosnog detektora metala radi lakšeg pronalaska mina. Zbog toga tokom tog rata Nemačka vojska prelazi na upotrebu mina čije je kućište izrađeno od drva ili čak i stakla, radi težeg detektovanja mina.
Drvene mine su upotrebljavane od strane Rusije tokom 1939. godine i pre pojave detektora metala zbog uštede na čeliku, a neke kao model drvene mine PP Mi-D se upotrebljavao do osamdesetih godina zbog lakoće izrade i teškoća pri detektovanju. Drvene mine imaju manu u propadanju (voda i vlažno zemljište) i raspadanju drva što prouzrokuje da mina nakon relativno kratkog vremena provedenog u zemlji postane nefunkcionalna.
Mine proizvedene posle 1950-ih većinom koriste plastična kućišta tako da u svojim komponentama najčešće imaju minimalnu količinu metala (oko 1 grama) a sve radi težeg detektovanja mina. Mine bez imalo metala u svojim delovima su takođe proizvedene ali nisu uobičajene te po svome sastavu takve mine nije moguće pronaći uz pomoć detektora metala što je i logično.
Protivpešadijska mina je ubojno-razarajuće sredstvo koje se sastoji od:
1. tela mine,
2. eksplozivnog punjenja i
3. upaljača.

1. Telo je kućište u koje se smešta čitav sklop mine i štiti eksplozivno punjenje od mehaničkih oštećenja (kod nekih mina i od vlage) i povezuje sve delove mine u jednu celinu. Oblik i veličina tela su od velike važnosti, kao i materijal od kojeg je izrađeno. Ono mora da zaštiti sadržaj u unutrašnjosti mine i da bude dovoljni čvrsto za postavljanje i ujedno olakšava prenošenje i postavljanje mina. Izrađuje se, zavisno od namene mine i tehničkog rešenja (konstrukcije), od različitih vrsta materijala. Za izradu tela mine najčešće se koristi metal, plastični materijali i drvo u starijim konstrukcijama. Kod nekih tipova mina parčad rasprsnutog tela, prilikom dejstva mine, imaju ulogu da neposredno nanose gubitke živoj sili.
2. Eksplozivno punjenje (određena količina eksploziva) stvara odgovarajući efekat pri detonaciji (eksploziji) mine. Formira se od razarajućih (brizantnih) eksploziva, a najčešće se koristi trotil, mada mine manjih gabarita koriste snažnije eksplozive (npr. tetril) ili neke druge vrste. Zavisno od vrste i tipa mine, odnosno njene namene, eksplozivna punjenja su različite težine. Mine sa većom količinom eksploziva izazivaju oštećenja tehničkih sredstava i nanose veće gubitke živoj sili. Težina eksplozivnog punjenja protivpešadijskih mina kreće se do 500 g.
3. Upaljač služi da izazove detonaciju eksplozivnog punjenja (dejstvo mine). Zavisno od vrste upaljača, mine mogu da se aktiviraju trenutno nagazom, potezom, otpustom i zatvaranjem strujnog kola (uspostavljanjem kontakta, elektro indukcijom, magnetnim dejstvom, vibracijom, svetlosnim dejstvom i drugim načinima), ili sa određenim vremenskim usporenjem. Za trenutno aktiviranje mina upotrebljavaju se upaljači trenutnog dejstva (nagazni, potezni, otpusni, električna detonatorska kapisla i dr.) Ova vrsta upaljača ima najširu primenu. Za aktiviranje mina sa određenim vremenskim usporenjem upotrebljavaju se upaljači koji aktiviraju minu posle određenog (izabranog) vremena. Ti upaljači se obično stavljaju u dejstvo (tempiraju) u toku naoružavanja mine, a aktiviranje mine dolazi u određeno (izabrano) vreme bez spoljnog uticaja. U tu svrhu najviše se koriste razne vrste vremenskih hemijskih upaljača i upaljači sa satnim mehanizmom. Najčešće se primenjuju za naoružavanje mina iznenađenja.
Dejstva upaljača ostvaruju se na jedan od sledećih načina:
- pritiskom na upaljač (nagazno dejstvo);
- potezanjem žice za potezanje (potezno dejstvo);
- presecanjem zategnute žice, vezane za osigurač upaljača, ili podizanjem tereta sa upaljača (otpusno dejstvo);
- zatvaranjem kola struje;
- hemijskim putem (hemijsko dejstvo);
- kombinacijom navedenih načina,
- satnim mehanizmom i dr.

## Mehanizmi za okidanje — Detonatori
Mehanizam za okidanje je napravljen tako da aktivira detonator ili preko udarne igle koja zapali zapaljivu smešu detonatora ili spajanjem u strujni krug električnog kola. Većina mina upotrebljava udarnu iglu koja je nategnuta na oprugu a kada je žrtva pokrene ona udari svojim klinom u glavu detonatora koji aktivira pirotehničku smesu koja aktivira eksploziv mine. Svaki detonator sadrži malu količinu olovnog acida. Mehanizam za okidanje je najkomplikovaniji sastavni deo bilo koje mine dok je rad uložen u njegovo dizajniranje i stvaranje gotovo zanemariv, tako da je pretpostavka da svako ko je sposoban da napravi hemijsku olovku, takođe bez problema je sposoban napraviti i mehanizam za okidanje mina.
Komplikovaniji primeri mehanizma za okidanje kao na primer kod italijanske SB-33 mine, imaju mehanizam koji vrši okidanje u više stepena postepeno to jest ukoliko pritisak na nju nije bio stalan mina neće opaliti tako da se zaključa ukoliko je mina izložena iznenadnom udaru. Zbog ovog tipa mehanizma za okidanje onemogućeno je deminiranje ovih mina lančanom eksplozijom i sličnim načinima razminiranja.
Detonirajuća kapisla je visoko osjetljiva eksplozivna materija koja eksplodira kada je podložena udaru detonatora a u svrhu pojačavanje snage detonatora i iniciranja eksplozije eksploziva mine.
Eksploziv se sastoji od stabilne eksplozivne smese koju aktivira inicijalna kapisla. Smesa eksploziva je stabilna zbog toga jer bi osetljivija smesa bila puno skuplja u proizvodnji ali bi i mina bila osetljivija a samim time i podložnija nenadanoj eksploziji. U većini mina kao glavni eksploziv se koristi TNT.

## Vrste protivpešadijskih mina
Protivpešadijske mine mogu biti položene ili razbacane. Mine se polažu na različite načine: ručno, mehanički (vozilima) ili daljinski (razbacivanjem artiljerijskim i raketnim projektilima, minobacačkim minama, kao i helikopterima ili avionima). Položene mine su na površini zemlje ili se ukopavaju i maskiraju. Razbacane mine nisu ukopane i postavljaju se iz letelica (aviona i helikoptera) ili iz vozila. Prema načinu upotrebe, aktiviranja i efektu dejstva, protivpešadijske mine dele se na: nagazne, rasprskavajuće, odskočne mine i mine usmerenog dejstva.

### Nagazne protivpešadijske mine
Većina protivpešadijskih razornih mina reaguje na nagaz (pritisak), opremljene su mehaničkim upaljačem koji inicira osnovno punjenje smešteno u telu mine. Kao osnovno punjenje koristi se TNT, mada mine manjih gabarita koriste snažnije eksplozive (npr. tetril) ili mešavinu eksploziva (kao što je Kompozicija B). Energija eksplozije usmerena je na čovekovo stopalo i nogu. Odlikuju se malim dimenzijama i izuzetno malom količinom metala. Neke su otporne i na visok pritisak eksplozije. Te karakteristike doprinose da se ove mine teško pronalaze i razminiraju. Po pravilu ove mine se ukopavaju i maskiraju.

### Rasprskavajuće mine
Protivpešadijske rasprskavajuće mine prvenstveno deluju na principu dejstva parčadi tela mine u krugu od 360°, izazivajući povrede ljudi. Za razliku od nagaznih protivpešadijskih mina koje su namenjene onesposobljavanju pojedinca to jest jedne osobe, dok se telo rasprskavajuće mine pri eksplodiranju raspršuje velikim područjem nanoseći šrapnelske ozlede osobama koje se nađu u blizini. Šarpneli ovog tipa mina mogu onesposobiti i neka oklopljena vozila koja imaju točkove (bušenje guma) te slabiji oklop (oštećivanje unutrašnjih komponenti i ozleđivanje putnika). Zbog rasprskavanja metala i znatno veće količine eksplozivne smese u ovom tipu mina oštećenja koja uzrokuje kod neoklopljenih vozila koja ih aktiviraju su mnogo veća nego kod eksplozivnih nagaznih mina. Efikasan domet mina zavisi od količine eksplozivnog punjenja, debljina tela mine i efikasnosti rasprskavanja. Mogu da nanesu ozbiljne povrede na rastojanjima do 30 m. Većina protivpešadijskih rasprskavajućih mina su potezne mine sa mehaničkim upaljačem, koji inicira osnovno punjenje smešteno u metalno telo veće debljine. Većina ovih mina kao osnovno punjenje koristi TNT, a kao materijal tela se koristi liveno gvožđe ili čelik zbog čega se ove mine lako pronalaze detektorima metala. I pored toga ove mine se mogu aktivirati uz pomoć niskih žičanih prepreka postavljenih na udaljenosti i do 20 m od mina, pre nego što detektor metala otkrije njihovo prisustvo. Zbog toga uklanjanje žičanih prepreka predstavlja važan korak u razminiranju ovih mina. Najpoznatiji predstavnici ovog tipa mina na području bivše Jugoslavije su PMR-2 A i PMR-3.

#### Tipovi rasprskavajućih protivpešadijskih mina
Mine koje se postavljaju za zasede imaju rasprskavajuće telo celokupno iznad podloge na prikladnoj visini, skriveno i maskirano prikladnim materijalom (granje, lišće, trava, kamenje, mahovina, i slično) i opremljene s jednom ili više žica za potezno aktiviranje.
Najpoznatiji predstavnici ovog tipa mina na području bivše Jugoslavije su PMR-2 A i PMR-3.

##### Odskočne mine
Odskočne mine poseduju jako malo (pomoćno) eksplozivno punjenje koje im omogućava da kada se mina aktivira onda telo mine odskoči iznad zemlje na visinu do nivoa grudi i tako aktivira glavni eksploziv i eksplodira. Neke od ovih mina mogu izazvati ozlede do 200 metara udaljenosti. Zbog metalne košuljice lako se detektuju detektorima metala ali su zbog toga često okružene nagaznim minama koje sadrže minimum metala kao zaštitom od razminiravanja.
Najpoznatija mina bivše Jugoslavije ovog tipa je PROM-1 (Protivpešadijska rasprskavajuća odskočna mina 1) koja ima ubojito delovanje u krugu od četrdeset metara i na pedeset metara može teško da ranjava.

##### Mine sa usmerenim dejstvom
Mine s usmerenim rasprskavajućim dejstvom (poput MRUD-a ili američke mine M 18 Claymore) se razlikuju od ostalih mina po tome što su izrađene tako da se posle eksplozije mine usmeravaju u određenom smeru, zato ih tako i zovemo — Mine rasprskavajuće usmerenog dejstva (MRUD). Postavljaju se tako da njihovo delovanje usmerimo prema neprijateljskim snagama. Zbog ovog tipa usmerenog delovanja mogu se postavljati i u blizini prijateljskih snaga bez opasnosti da će biti ugrožene njihovim delovanjem, iz razloga što su to mine usmerenog dejstva i biće okrenuto suprotno od prijateljskih snaga, to jest biće okrenute prema neprijatelju. Ovaj tip mina se uz konvencionalno aktiviranje potezom može aktivirati i uz pomoć elektronskog upaljača to jest u zavisnosti koji način aktiviranja primenjujemo da li bežično aktiviranje na daljinu ili žičano električnim impulsom. Ove mine su jako slične američkom modelu mina M 18 Claymore pa se često nazivaju i claymore minama.

## Učinak eksplozivnog dejstva protivpešadijskih mina
Kada osoba nagazi na eksplozivnu minu u istom trenutku izvrši njenu aktivaciju, potom eksplozivno punjenje mine detonira stvarajući eksplozivni udar koji se širi velikom brzinom. Udar koji mina svojom eksplozijom stvori je sabijena sila koja se naglo širi prema gore iz kućišta mine raznoseći sloj zemlje iznad sebe koji postaje deo udara eksplozije. Kada udar dođe do površine svoju snagu prenosi na objekte na površini to jest na obuću i nogu žrtve. U većini slučajeva udar rezultira raznošenjem žrtvine noge od strane udara eksplozije.
Nivo ozleda na ljudskom telu zavisi od veličine eksplozivnog punjenja u protivpešadijskoj mini, dubini na kojoj je mina postavljena, vrsti tla gde je mina postavljena te načinu na koji je mina aktivirana (punim stopalom ili samo delom stopala). Različite vrste tla različito prenose energiju koju mina proizvede eksplozijom a koju prenosi na stopalo to jest što je tlo manje sposobno apsorbovati udar njegova je jačina veća i razornija. Veće količine eksplozivnog punjenja oslobađaju veću eksplozivnu energiju i eksplozivni udar koji na žrtvinu nogu prenosi veću energiju i tako teže ozleđuje nogu/noge žrtve a koje u krajnjim slučajevima može proisteći trajnom amputacijom dela noge od stopala pa sve do kolena. Druge ozlede koje mogu izazvati mine su često izazvane materijalom koji se oslobodio iz tla u kojem se dogodila eksplozija mine. Taj se materijal sastoji od zemlje i kamenja kojim je mina bila prekrivena, delova obuće žrtve te malih fragmenata razmrskanih kostiju žrtvine noge. Učinak materijala koji se rasprši tokom eksplozije prouzrokuje ozlede koje su specifične za eksplozivne udare i krhotine. Specijalna obuća uključujući vojničke čizme su često izrađene u svrhu zaštite od ovakvih mina ali ipak gubitak stopala je najčešća telesna trauma koju prouzrokuju ovakvi tipovi mina.
Eksplozivne mine imaju mali učinak na oklopna vozila ali je moguće da oštete vozila s točkovima koja su ih aktivirala ukoliko su prelaskom prešla preko njih. Manje eksplozivne mine prouzrokuju popriličnu štetu na točkovima vozila koja se ne može popraviti na licu mesta dok neke mogu oštetiti i kutije za menjače.

## Upotreba protivpešadijskih mina
Protivpešadijske mine se upotrebljavaju u sličnom smislu kao i protivtenkovske mine za izradu minskih polja, onda izradu mešovitih minskih polja (u kombinaciji sa protivtenkovskim minama) i postavljanje većih zgusnutijih grupa mina praveći minska polja radi odbrane državnih granica, onda nekih strateških pozicija i mogućih zamišljenih strateških pravaca odakle bi mogao neprijatelj da napadne, onda zaštita nekih važnih baza i drugo. Razlika koja deli većinu protivtenkovskih mina od protivpešadijskih mina je relativno manja veličina koja omogućuje polaganje velikog broja mina na velikom prostoru kako ručno tako i uz pomoć vozila za tu namenu, onda aviona i helikoptera ili čak artiljerijskog oružja.
Ostale upotrebe protivpešadijskih mina variraju od situacije do situacije:
- čekanje u zasedi,
- zaštita trenutnih položaja,
- sprečavanje potere,
- zaštita opreme u obliku zamki i
- zamka za druge mine u svrhu onemogućavanja deaktivacije iste.

## Minska polja
Protivpešadijskim minama se postavljaju minska polja a cilj nam zavisi od namene i šta želimo da postignemo tim postavljanjem. Obično se to vrši površinskim maskiranjem, kao na primer lišćem, travom i kamenjem ili se ukopaju ispod površinskog sloja na dubinu od 10 – 20 mm. Svrha ovoga je da spreči napad vojne sile na određena područja kako pešaka tako i vozila koja ih aktiviraju. Zaprečavanjem mina stvaraju se prepreke kako bi se ograničilo kretanje osoba.
Postavljanje minskih polja se može obaviti na nekoliko načina a najčešće se to vrši ručno strojevim rasporedom ili koordinatnim konopcem koji se nalazi u kompletu za miniranje i razminiranje. Ima i moderniji način postavljanja mina mašinskim putem odnosno minopolagačem, a postoji i za brzo zaprečavanje kada je vaša vojska u povlačenju i sprečavanju brzih prodora protivničke vojske i to iz artiljerijskih oruđa, onda aviona i helikoptera. U vojnoj nauci minska polja se smatraju kao defanzivna vrsta taktike i koristi se da bi usporili prodore neprijatelja, da demorališu i smanje moral vojsci koja treba da prođe kroz zonu minskog polja. Inženjeri sa opremom za čišćenje mina mogu da očiste put kroz minsko polje relativno brzo, ali ako je minsko polje efikasno pokriveno vatrom protivničke strane onda to umnogome otežava rad na uklanjanju mina. Minska polja su često obeležena znacima upozorenja ili trakom tkanine, kako bi se sprečilo da vaša vojska ili neko od civila ne uđe u minsko polje. Ponekad teren može biti obeležen i lažnim minskim poljem da bi se zavarao neprijatelj i da bi se otežali brzi prodori trupa. Minska polja mogu takođe da imaju markirane ili neobeležene puteve da omoguće sigurno kretanje kroz njih. U Sjedinjenim Državama su dizajnirali mine da se samounište posle određenog vremenskog perioda, smanjujući potrebu za razminiranjem samo što sistem samouništenja nije funkcionisao baš uvek. Tako da je i posle toga postojala velika opasnost povrede vojnika ili civila. Postavljanje minskih polja bez markiranja i obeležavanje smatra se da je to ratni zločin na osnovu aneksa Ženevske konvencije o konvencionalnom naoružanju Protokol II.
Najčešća minska polja su postavljana na granicama između država, radi sprečavanja brzih prodora vojne sile, onda zbog sprečavanja upada nekih nevladinih grupa iz susednih zemalja koje im prave velike probleme njihovim selima i gradovima. Takođe velika upotreba mina je bila i u zaprečavanju nekih vojnih objekata ili baza, zbog izuzetne važnosti tih objekata i nemogućnosti da sa ljudstvom i tehnikom obezbede sigurnost, onda se pribegavalo postavljanju minskih polja. Minska polja su postavljana oko nekih gradova ili mesta, to je naročito izraženo u Africi i manjim delom u Južnoj Americi. A razlog zaprečavanja je bio što su neke nevladine trupe upadale u sela i gradove i prepadale stanovništvo, koje je bilo bespomoćno da se odbrani od tih hordi. Takođe se minska polja postavljala oko gradova da bi se sprečile neke nevladine grupe koje su imali za cilj nasilno svrgavanje predsednika i vladu te države.

## Nekoliko načina postavljanja minskih polja
Postavljanje minskih polja se može obaviti na nekoliko načina a najčešće se to vrši ručno strojevim rasporedom ili koordinatnim konopcem koji se nalazi u kompletu za miniranje i razminiranje. Postoje i drugi načini za postavljanje mina i to mašinskim putem, odnosno minopolagačem, onda artiljerijski, onda iz aviona i helikoptera.

### Strojevi raspored
Ovaj način postavljanja minskih polja se izvodi tako sto vojnici mogu postavljati po 2 ili po 4 mine. Vojnici su postrojeni na međusobnom rastojanju od 2 m (za 4 mine) odnosno 1 m (za 2 mine) za izradu PP minskih polja. A kod PT minskog polja rastojanje između vojnika je oko 4 metra (ako vojnik postavlja 4 mine) odnosno 2 metra (ako vojnik postavlja 2 mine). Kod izrade PT postoji i način gde vojnici nose po 1 minu pa je njihovo rastojanje 1 m. Kada se postavi prvi red mina vojnici prelaze na drugi red (rastojanje između redova može biti i 5 ali i 40 koraka, zavisno od terena). Kada su došli na drugi red svi idu korak ulevo ili udesno kako bi se izvelo smaknuto postavljanje mina. Isti princip je i na ostalim redovima kojih je obično 4. Na taj način se dobije gustina od 1 mine na 1 metar dužni minskog polja. Gustina u zavisnosti od terena i efekta koji želimo postići može biti od 0,5-1,25 mina po metru dužnom minskog polja. Mada postoji mogućnost da gustina bude i do 2 mine po metru, ali bi to već bila improvizacija i bespotreban utrošak. Ta gustina je najčešći slučaj kod postavljana grupa mina.

### Koordinatni konopac
Koordinatni konopac je dužine 25 metara. Na svakih metar se nalazi alkica za koju se bočno kači konopac čija dužina može biti 0,5, 0,75, 1 i 1,25 metara. Zahvaljujući različitim dužinama moguće je postaviti veoma veliki broj kombinacija. Prilikom postavljanja minskog polja na ovaj način prethodno je potrebno odrediti tačne granice ali i tačnu šemu postavljanja. Pored toga veoma je važno da se tačna šema postavljanja unese precizno u zapisnik minskog polja. Za ovaj način postavljanja je potrebno odeljenje vojnika jačine 10 ljudi. Komandir rukovodi radom, određuje pravac razvlačenja konopca, određuje pravce kretanja, deli upaljače, kontroliše rad i izrađuje zapisnik. Dva vojnika obeležavaju mesta mina. Šest vojnika postavljaju mine. Dva vojnika donose mine do minskog polja i stavljaju ih na obeležena mesta. Neko detaljnije objašnjenje za ovaj način nije moguće zbog velikog broja varijanti. Iz istog razloga nije moguće posebno odrediti gustinu već ona varira od slučaja do slučaja.

### Način postavljanja kod poteznih mina
Kod postavljanja poteznih mina minsko polje se izrađuje u 2-3 reda. U ovom slučaju rastojanje između mina je 30-40 koraka (20-30 metara), kao i rastojanje između redova. Jednu minu postavljaju 2 vojnika. Jedan razvlači žicu za potezanje, pobija kočić i vezuje žicu za njega (ili neki stabilan predmet), a drugi vojnik postavlja minu, naoružava je i vezuje drugi kraj žice za minu. Ako nema dovoljno ljudstva sve to može da radi i 1 vojnik.
Postoje 3 načina postavljanja poteznih mina.
1. Kada su sve žice okrenute u jednu stranu
2. Kada su dve žice okrenute jedna prema drugoj i vezane na isto mesto
3. Kada se za jednu minu vezuju dve žice.

Od ova tri načina najslabiji je drugi posto ostavlja veliki međuprostor između mina.

### Način postavljanja minopolagačem
Postavljanje minopolagačem vrši takođe odeljenje vojnika. NA minopolagaču imamo mogućnost izbora rastojanja između mina, odnosno može se podesiti na kom rastojanju će mina biti ispuštena. Naravno minopolagač vrši postavljanje PTM, bez upaljača. Upaljač postavljaju vojnici koji se kreću iza minopolagača i kada isti ispusti minu na mesto oni je naoružavaju.

## Deminiranje minskih polja
Detektori metala su prvi put upotrebljeni za razminiranje, nakon njihovog pronalaska od strane poljskog oficira Jozefa Kosacki. Njegov izum poznat kao poljski detektor mina a korišćen je od strane saveznika za čišćenje minskih polja koje je Nemačka postavila tokom II Svetskog rata.
Postavljanje i naoružavanje mina je relativno jeftin i jednostavan posao za obučenu vojsku, dok je otkrivanja i uklanjanja mina poprilično skup, spor i opasan posao. Ovo je posebno istaknuto gde se vodi gerilski način ratovanja gde se mine postavljaju bez nekog reda i gde nisu obeležena mesta minskih polja. Protivpešadijske mine su najteže za otkrivanje, zbog svoje male veličine i činjenice da mnoge od njih su napravljene skoro u potpunosti od nemetalnih materijala da bi izbegle detekciju od mino istraživača.
Ručno čišćenje ostaje najefikasnija tehnika za čišćenje minskih polja, iako hibridne tehnike uključuju upotrebu životinja i robota. Životinje su poželjne zbog jakog čula mirisa i izuzetno su sposobni da otkriju većinu vrsta eksploziva a među njima spadaju i nagazne mine. Sem kerova i životinje poput pacova, mačaka i svinja takođe mogu biti obučeni da otkriju eksplozivne naprave i da razlikuju mine od ostalih metalnih predmeta.
Nevladina organizacija Norveška Narodna Pomoć je jedna od organizacija koja radi na bezbednom uklanjanju nagaznih mina gde je radila ili još radi u zemljama koje su još kontaminirane od mina. Tim svojim gestom u velikoj meri pomaže toj državi i lokalnom stanovništvu da nebi još neko od njih nastradao.

## Proizvođači protivpešadijskih mina
Više od 50 država je proizvodilo protivpešadijske mine u nekom trenutku u prošlosti. Sve članice potpisnice Konvencije o zabrani mina (162 države), su zaustavile svoju proizvodnju protivpešadijskih mina. A većina od 35 država koje nisu članice potpisnice Konvencije o zabrani mina kao i neke nevladine i nedržavne grupe su se obavezale da više neće proizvoditi i koristiti protivpešadijske mine. Monitor je identifikovao 12 država koje još uvek proizvode protivpešadijske mine: Kina, Kuba, Indija, Iran, Mjanmar, Severna Koreja, Pakistan, Rusija, Singapur, Južna Koreja, SAD i Vijetnam. U većini slučajeva, ove zemlje nisu aktivno proizvodile mine, ali su zadržale pravo kao mogućnost nastavka proizvodnje, samo u slučaju nekih većih konflikta. Sumnja se da je trenutno aktivna proizvodnja u četiri zemlje: Indija, Mjanmar, Pakistan i Južna Koreja.
Članice Konvencije o zabrani mina koje su nekada proizvodili protivpešadijske mine spadaju: Albanija, Argentina, Australija, Austrija, Belgija, BiH, Brazil, Bugarska, Kanada, Čile, Kolumbija, Češka, Danska, Francuska, Nemačka, Grčka, Mađarska, Irak, Italija, Japan, Južnoafrička Republika, Holandija, Norveška, Peru, Portugalija, Rumunija, Srbija, Španija, Švedska, Švajcarska, Turska, Uganda, Ujedinjeno Kraljevstvo, i Zimbabve. Ukupno pet država članica konvencije su po nekim izvorima proizvodili mine, ali one negiraju to, a to su:: Hrvatska, Nikaragva, Filipini, Tajland, i Venecuela.

## Trgovina protivpešadijskim minama
De fakto globalna zabrana na promet protivpešadijskih mina je na snazi od sredine 1990-ih. ovu zabranu treba pripisati velikom međunarodnom pritisku i stigmatizaciji ovog oružja. Za proteklih deset godina, globalna trgovina protivpešadijskih mina je bila na veoma niskom nivou u zemljama kao što su Sudan i Jemen, što ukazuje na to da neki oblici tržišta protivpešadijskih mina još postoje. Najmanje 10 država koje nisu članice Konvencije o zabrani mina, su donele formalnu odluku moratorijum na izvoz protivpešadijskih mina i to: Kina, Indija, Izrael, Kazahstan, Pakistan, Poljska, Rusija, Singapur, Južna Koreja i SAD.

## Države koje još imaju zalihe protivpešadijskih mina
| Jermenija   | Kirgistan      | Poljska           | Pakistan   | SAD                        |
| Azerbejdžan | Severna Koreja | Rusija            | Kazahstan  | Mjanmar                    |
| Bahrein     | Južna Koreja   | Saudijska Arabija | Vijetnam   | Indija                     |
| Kina        | Laos           | Singapur          | Oman       | Iran                       |
| Kuba        | Liban          | Somalija          | Izrael     | Ujedinjeni Arapski Emirati |
| Egipat      | Libija         | Šri Lanka         | Uzbekistan | Maroko                     |
| Finska      | Mongolija      | Sirija            | Nepal      | Gruzija                    |

## Uništavanje zaliha protivpešadijskih mina
Prema izveštaju Landmine Monitor iz 2013. godine, zemlje članice su uništili više od 48 miliona protivpešadijskih mina od stupanja na snagu ovog Sporazuma 1 marta 1999.godine. Više od 9 miliona protivpešadijskih mina čekaju na uništavanje od strane šest država članica. U junu 2014. godine zemlje ne članice Kina i SAD su objavili da su pristupile smanjenju svojih zaliha protivpešadijskih mina. Kina je smanjila svoje zalihe za 5 miliona (od procenjenih 110 miliona mina), a SAD su smanjile za 3 miliona (od procenjenih 10 miliona). Osamdeset šest zemalja su završili sa uništavanjem zaliha mina, a 63 zemlje su izjavili da ne poseduju zalihe mina.

## Šta je sve prethodilo Konvenciji o zabrani protivpešadijskih mina
Upotreba nagaznih mina kroz istoriju, a naročito u ovim poslednjim decenijama se pokazalo kao veoma loše i neselektivno oružje i sem vojnika za koje su bile i namenjene te mine, često se dešavalo da strada i veliki broj civila. Mine predstavljaju opasnost i posle završetka nekog sukoba, pa sve do završetka čišćenja tog dela terena jer su potencijalno velika opasnost od pogibije ili ranjavanja civila.
Zbog velike upotrebe mina u mnogim konfliktima i ogromnog broja stradanja civila pokrenuta je velika kampanja za zabranu protivpešadijskih mina tokom 1996. godine, koju su pokrenule mnoge zemlje kao i nevladine organizacije na čelu sa ICBL i Međunarodnim Komitetom Crvenog Krsta (MKCK). U oktobru 1996 bila je prva održana konferencija koju je pokrenula Kanada, a održana je u Otavi, gde je prisustvovalo 50 vlada i 24 posmatrača. Već u 1997. godini je došlo do mnogih međunarodnih sastanaka i to u Beču, Bonu, Briselu i Oslu. Konvencija o zabrani protivpešadijskih mina potpisale su 122 države u Otavi, 3. decembra 1997. godine. Stupila je na snagu dve godine kasnije, do tada najbrže u istoriji UN-a je stupio na snagu neki ugovor te vrste. Do kraja 2014. godine ovoj konvenciji o zabrani mina je pristupilo 162 države, koje su postale punopravne članice ove konvencije. Još 35 država je ostalo da pristupe ovoj konvenciji.

## Korišćenje protivpešadijskih mina u raznim konfliktima
Iako postoji naučna debata o tome kada su se prvi put koristile nagazne mine, sa razumnom sigurnošću možemo da kažemo da preteče modernih eksplozivnih mina potiču iz ne — eksplozivnih zamki poput drvenih šiljaka koji su se koristili u početku a u kasnijem nekom periodu i od metalnih šiljaka i drugih priručnih oštrih sredstava koja su se ukopavala u zemlju i služila su u svrhu iznenađenja i onesposobljavanja drevnih vojski i to u dalekoj prošlosti još pre 2.500 godina u 3 veku pre nove ere. Neke od tih ideja iz davnih vremena po dizajnu i načinu upotrebe u odbrambenoj taktici možemo da kažemo da su se koristila i u modernim ratovima zadnjih decenija. Najranije mine sa eksplozivnim punjenjem su se koristile još od 14 veka u Italiji. Upaljači koji su se pravili od baruta bili su neupotrebljivi posle samo nekoliko dana u zavisnosti od vremenskih prilika.
1277: U Kini su u vreme dinastije Song protivpešadijske mine korišćene za odbranu od Mongola, koji su napadali grad u južnoj Kini. Na ovaj događaj i čuveni kineski tekst Huolongjing ukazao je u sačuvanim spisima Liu Đi krajem dinastije Juang i početkom dinastije Ming, nešto pre 1375. godine. On je opisao kako je izgledala tadašnja mina sa telom od šupljeg kovanog gvožđa sfernog oblika ispunjenog barutom i malim šiljatih komadima metala, prekrivenog tankim slojem voska. Mina je imala tri različita upaljača kako bi u slučaju neispravnosti nekog od njih drugi mogli da je aktiviraju. Tako napravljene naprave su se ukopavale u zemlju i one predstavljaju primitivni oblik protivpešadijske mine.
1368—1644: U Kini je za vreme dinastije Ming korišćene protivpešadijske mine u oblasti Togtoh na severu Mongolije, autonomne pokrajine u Kini. Kineski arheolozi koji su vršili iskopavanjima u toj oblasti u aprilu 2001. godine su objavili da je pronađeno oko 20 mina starih oko šest stotina godina. Mine su pravljene u dve veličine: veće su bile teške 1,7 kg, prečnika 11 cm, a manje su bile teške 0,8 kg, prečnika 8,5 cm. Mine su napravljene od gvožđa u obliku lopte. Arheolozi su u minama otkrili crni ili žuto-sivi prah.
1726: U Nemačkoj je u zapisu nemačkog vojnog istoričara Frajera opisana nagazna mina koja se sastojala od keramičke posude u kojoj su bili fragmenti od stakla i metala sa 900 grama baruta, ukopana plitko u zemlji u blizini jedne tvrđave. Mine su se aktivirale nagazno ili potezno preko nisko postavljene žice.
1861—1865: U SAD u Građanskom ratu koji se vodio između Konfederacije i Unije kada je Brigadni general Gabrijel Rejns naredio svojim jedinicama da postave mine tokom bitke za Jorktaun енгл. Yorktown, tako da eksplodiraju kada neko stane na njih. Dana 4. maja 1862. godine, jedan vojnik je aktivirao jednu od ovih mina blizu linije odbrane jedinica Konfederacije trupa i postao prva zabeležena osoba koja je ubijena nagaznom minom.
1914—1918: U Nemačkoj je oko 1912. godine osmišljena modernija varijanta nagazne mine i mnoge zemlje su kasnije kopirale ovu ideju. Tokom I Svetskog Rata Nemačka je na Zapadnom frontu, a naročito u Francuskoj masovno koristila nagazne mine kao sredstvo za zaprečavanje.
1914—1918: U Ukrajini je za vreme I Svetskog Rata Austro-Ugarska i Nemačka su masovno koristile protivpešadijske mine.
1914—1918: U Albaniji je za vreme I Svetskog Rata Austro-Ugarska masovno polagala protivpešadijske mine u oblasti Kavaja (centralna Albanija).
1939—1945: U II Svetskom ratu je došlo do prave evolucije u razvoju nagaznih mina kao i masovnog korišćenja protivpešadijskih kao i protivtenkovskih mina. Tokom rata je upotrebljeno više miliona mina. Nemačka je proizvodila od 1935. do 1945. godine dve vrste mina pod nazivom S-mine u varijantama SMi-35 i SMi-44. Između ove dve mine je razlika bila veoma mala, skoro beznačajna. Ova mina je bila odskočno rasprskavajuća. Nakon aktiviranja ona dejstvuje tako što odskoči na oko 90 cm od tla i eksplodira u vazduhu, pa njeni fragmenti i čelične kuglice deluju u svim pravcima nanoseći smrtonosne povrede i teške rane onima koji se nađu u dometu. Namena mine je bila da kao ključni deo odbrambene strategije Trećeg rajha nanese teške gubitke pešadiji kao i da uspori ili odbije masovne napade neprijatelja. Ove mine su se masovno korišćene tokom rata i mnoge zemlje su ih kopirale i uvodile u naoružanje radi odbrane teritorije i zaštite jedinice. U Nemačkoj je proizvedeno je 1,93 miliona ovih mina. U Nemačkoj je 1942. proizvođena i antimagnetna mina oznake Schu-42. Telo mine je bilo od drveta, punjenje se sastojalo od 200 grama livenog trotila. Mina se ukopavala u zemlju i aktivirala se kada neko zgazi na nju. Zbog drvene konstrukcije, minoistraživači koji su otkrivali metal nisu mogli da je detektuju. Mina je imala ozbiljnu manu jer je zbog drvenog tela nakon dužeg boravka u zemlji postajala neaktivna usled dejstva atmosferskih padavina. Zato su Nemci vrlo brzo osmislili još jedan tip masovno korišćene protivpešadijske antimagnetne mine čija je oznaka bila Glasmine 43. Proizvođena je od kraja 1943. do 1945. i proizvedeno je oko 11 miliona komada, a po završetku rata u skladištima je zatečeno oko 9,7 miliona komada. Bila je karakteristična po tome što je telo mine bilo napravljeno od neke vrste stakla pa minoistraživači nisu mogli da je detektuju, što je umnogome otežavalo čišćenje minskih polja. Čak i danas još uvek postoje minska polja sa ovim minama u Nacionalnom parku Ajfel.
SSSR je za vreme II Svetskog rata koristio protivpešadijske mine tipa PMD-6 i PMD-7. Telo mine je bilo od drveta. Mina se aktivirala na pritisak kada se nagazi na nju. Potrebna nagazna sila je bile od 1 do 10 kg. Ove mine su kopirane u velikom broju zemalja u svetu. U SSSR-u su takođe korišćene mine POMZ. Kasnije verzije POMZ-2 i POMZ-2M su korišćene u Korejskom i Vijetnamskom ratu.
SAD su proizvodile i koristile mine M16 za vreme II Svetskog Rata. Ova mina je veoma slična mini S Nemačke proizvodnje. Amerikanci su u toku rata izvršili obrnuti inženjering nemačkih mina i velikoj meri ih iskopirali sa vrlo malim razlikama u odnosu na Nemačke. Ova mina se proizvodila u više verzija i to: M16, M16A1, M16A2, KM16A2. Među tipovima ovih mina su razlike minimalne. Kod prve dve mine postoji mala razlika u upaljaču, a mine sa oznakom A2 se razlikuje u težini i ta vrsta mine je korišćena u Korejskom ratu. Ove mine su se proizvodile u još nekoliko zemalja i to: Grčka, Indija, Južna Koreja i Turska. Vojska SAD je do 1945. godine izgubila od protivpešadijskih mina 2,5% svojih vojnika, a od protivtenkovskih je stradalo 20,7% od ukupnog broja vojnika koji su učestvovali u ratu, što je veoma visok procenat stradalih.
1939—1945: U Albaniji je protivpešadijske mine koristila Italijanska vojska od 1939—1943, a od 1943—1944. godine koristila ih je Nemačka vojska.
1939—1945: U Egiptu je tokom II svetskog rata ostao veliki broj protivpešadijskih mina naročito na Mediteranskoj obali gde se većina bitaka i dogodila.
1939—1945: U Alžiru su za vreme II Svetskog Rata Nemačka i Italijanska vojska postavljali minska polja u severnom priobalnom području.
1939—1945: U Danskoj su za vreme II svetskog rata korišćene mine a naročito je to izraženo na poluostrvu Skallingen. Minirana teritorija je podeljena u 3 oblasti, prve 2 oblasti su očišćene u periodu od 2006—2008. godine. Treća oblast je mnogo komplikovanija za čišćenje zbog terena koji je pretežno močvaran, pa je ostavljena da razminira u nekom sledećem periodu. Nema informacija da je od 1946. do danas bilo žrtava, a minska polja su uredno ograđena i označena.
1939—1945: Nemci su u Francuskoj koristili protivpešadijske mine gde se i danas ponekad neka pronađe. U posleratnom periodu Francuska ih je koristila na Korzici, gde je opasala svoje kasarne minama i tako ih branila. Nema preciznih podataka kada su te mine postavljene.
1939—1945: U Finskoj su tokom II svetskog rata korišćene protivpešadijske mine, pa neočišćenih minskih polja ima i dan danas.
1939—1945: Nemačke jedinice su u Norveškoj tokom II svetskog rata koristile protivpešadijske mine.
1939—1945: U Poljskoj su tokom II svetskog rata korišćene protivpešadijske mine ali je prema nekim izveštajima sve očišćene do sredine 1950-ih godina. Posle II svetskog rata SSSR- je imao vojne baze u Poljskoj koje su obezbeđivane protivpešadijskim minama. Posle povlačenja Sovjeta ostala su neočišćena minska polja, koja su očistili Poljski demineri.
1939—1945: U Mikroneziji su postavljene protivpešadijske mine još tokom II Svetskog rata.
1939—1945: U Tunisu teritorija je minirana tokom Drugog svetskog rata, ali zvaničnici tvrde da je uticaj miniranih površina veoma mali i incidenti sa minama su retki. Tuniski zvaničnici tvrde da minirana područja su označeni i mapirana, i civili ne koristite ove oblasti zato što su daleko od nekih mesta ili puteva. Naročito kontaminirana područja nalaze se na jugu (El Hamma, Mareth, Matmata); centralnom delu (regija Faïedh i Kasserine); na severu (Cap-Bon); i na severozapadu (Medjez Bab El) zemlje.
1939—1945: U Ukrajini je za vreme II Svetskog Rata došlo do masovnog korišćenja protivpešadijskih mina i neeksplodiranih ubojnih sredstava, koja su se uglavnom nalazila u nenaseljenim područjima. Bilo je oko 3 miliona mina i NUS-a, a do 1998. godine je veći deo kontaminiranog zemljišta očišćen, ostalo je još oko 1 milion mina da se ukloni. Najviše minirana područja su Vinnitsa, Ternopol, Kijev, Dnjipropetrovsk, Odesa, Sevastopolj, Kerch i Krakov. Više od 1.500 civila je poginulo u Ukrajini između 1945. i 1995. godine u minskim nesrećama. Stotinu i trideset deminera su poginuli tokom operacije čišćenja. Trenutno je potrebna protetika za 800.000 osoba. Zbog ozbiljnih finansijskih i ekonomskih problema u zemlji, postoje smanjenja budžeta za socijalne potrebe. Godine 1998. samo 43% budžeta je Ukrajina izdvojila za nacionalni program o rehabilitaciji invalida.
1941—1998: Na Ekvadoru je u graničnom pojasu sa Peruom došlo do korišćenja protivpešadijskih mina zbog čestih sukoba. Najintenzivniji sukobi su bili 1941, 1981. i februara 1995. godine, gde je postavljeno na desetine hiljada mina tokom tih borbi. Prema nekim procenama broj mina u graničnom pojasu se kreće između 60.000 i 100.000 mina, a više od 60 osoba je stradalo i vojnika i civila duž granice od 1995. godine.
1941—2008: U Sovjetskom Savezu i kasnije posle raspada Sovjetskog Saveza u Rusiji su korišćene protivpešadijske mine na više lokacija. SSSR je bio veoma mnogo kontaminiran po završetku II svetskog rata, a najobimnije je bilo u Rusiji, Ukrajini, Belorusiji i Kavkazu. Posle II svetskog rata postojale su 3 faze čišćenja mina. U prvoj fazi od 1946—1953. očišćeno je 183.000 km² i uklonjeno preko 56,7 miliona pretežno mina i ostalih neeksplodiranih ubojnih sredstava (NUS). U drugoj fazi od 1954—1965. je na 12000 km² uklonjeno oko 10.000 mina i ostalih ubojnih sredstava. U trećoj fazi od 1966—1970. je na 214.000 km² uklonjeno oko 72 miliona mina i ostalih ubojnih sredstava. I pored čišćenja od mina posle II drugog svetskog rata, a prema nekim izveštajima iz 1999. godine ostalo je još 10 oblasti koje zahvataju 540.000 hektara zemljišta koja moraju da se očiste. Posle II svetskog rata korišćenje protivpešadijskih mina je nastavljeno, a naročito velika količina protivpešadijskih mina je korišćena duž granice sa Kinom 1960-ih i 1970-ih godina. Onda tokom sukoba u Avganistanu od 1979—1989. godine. Onda je korišćena u kasnim 1980ih i ranih 1990ih u periodu raspada Sovjetskog Saveza radi zaštite svojih jedinica, strateških lokacija, skladišta naoružanja, komandnih mesta korišćene su protivpešadijske mine u Zakavkazju u centralnoj Aziji, kao i međuetničkih sukoba u Tadžikistanu i Severnoj Osetiji i u ranoj fazi sukoba na Nagorno Karabahu. Posle raspada Sovjetskog Saveza, ruske snage su koristile protivpešadijske mine tokom velikih operacija u Čečeniji od decembra 1994. do juna 1996. godine, kao i u septembru 1999. godine. U prvom čečenskom ratu od 1994—1996. došlo je do postavljanja većeg broja mina svih zaraćenih strana. Ruske snage su postavile mine oko svojih baza, kontrolnih punktova, oko gradova, zatim oko važnih vojnih ili industrijskih objekata, kao i u blizini nekih važnih saobraćajnicama. Čečeni su se više služili nekim terorističkim akcijama postavljajući mine po kućama, onda su minirali leševe Ruskih vojnika i drugo. Prema nekim procenama preko 1 milion mina je upotrebljeno u tom ratu, a pošto je velika količina mina postavljena i 1999. godine, prema nekim procenama ukupan broj mina se kreće negde oko 3 miliona. U Tadžikistanu je između 1995. i 2003. godine su Ruske snage uz znanje Tadžikistana postavili oko 35 minska polja, a većina minskih polja je na granici sa Avganistanom. Rusija je takođe koristila protivpešadijske mine tokom vojnih operacija u Dagestanu u avgustu 1999. godine.
1945—1962: U Alžiru je Francuska vojska postavila minska polja u blizini granice sa Marokom i Tunisom. Alžir je bio Francuska kolonija do 1962. godine. Francuska je postavila samo na jednom delu teritorije oko 3 miliona mina duž čuvene naelektrisane linije Challe et Morice postavljenih duž 2.000 km, dok je procenjeno da ukupno ima oko 10,88 miliona mina. Prema nezvaničnim izvorima 40.000 je poginulo a 80.000 je ranjeno samo u ovom rejonu Challe et Morice.
1945—1990: U Albaniji je u prigraničnom pojasu sa bivšom Jugoslavijom i Grčkom postavljen veliki broj mina. Naročito je to bilo izraženo 1949. godine kada je izbio sukob sa Grčkom, pa je tada i postavljen najveći broj mina.
1945—1990: U Bugarskoj je u prigraničnom pojasu sa Grčkom i Turskom postavljen veliki broj mina. Ukupno je bilo 72 minska polja, a od toga 68 su bila prema Grčkoj u dužini od 71 km.
1945—1991: Italija je na kraju Drugog svetskog rata dobila mine uglavnom iz SAD i Velike Britanije. Kao poraženoj strani u ratu je bilo zabranjeno da razvijaju i proizvedu novu vojnu opremu. Mine su korišćeni da brane granicu od potencijalnih osvajača Varšavskog pakta, uglavnom su postavljane u planinskim predelima i dolinama duž severoistočne granice, to je bila prva linija odbrane, u regionima Trentino Alto Adige, Veneto i Friuli, i to je održavano sve do raspada sovjetskog bloka, posle su minska polja očišćena.
1947—1949: U Grčkoj je za vreme građanskog rata između levičarskih i desničarskih snaga došlo do postavljanja velikog broja mina na svim granicama prema susedima iz razloga da bi sprečili mešanje suseda u njihov rat. Minirane granice su bile prema Turskoj, Bugarskoj, bivšoj Jugoslaviji i Albaniji kao i sa albanske strane je bila minirana od strane Albanaca. U 2011. godini, Grčka je izvestila da je u toku operacija čišćenja kontaminiranih regiona u zapadnoj Grčkoj Makedoniji i Epiru i očišćeno je do tada 525.155 m².
1947—2002: U Indiji i Pakistanu su korišćene protivpešadijske mine u nekoliko konflikata tokom ovog perioda. Indija i Pakistan od svog osamostaljenja od Indije su imali nekoliko konflikata i to od 1947—48, 1965, 1971. i 2001-02. Poslednja velika upotreba protivpešadijskih mina od zvaničnog stupanja na snagu sporazuma o zabrani upotrebe protivpešadijskim minama je bila 2001-02. u sukobu Indije sa Pakistanom, gde je Indijska vojska postavila oko 2 miliona protivpešadijskih mina na 1.800 km dugoj granici sa Pakistanom. Pakistan je zagađen minama od ratova sa Indijom kao i od 1979—1989. kada je SSSR okupirao Avganistan i tada su postavljene mine na granici sa Avganistanom.
1948—2006: U Egiptu, Libanu, Siriji, Jordanu, Palestini i Izraelu je zbog čestih konflikata Arapa sa Izraelom, onda nekih manjih sukoba između Arapa ili građanskim ratovima unutar svojih država je postavljena velika količina protivpešadijskih mina. Najintenzivniji konflikti su bili 1948, 1956, 1967—69, 1970, 1973, 1975—90, 1981—82. i 2006. godine. U Egiptu prema nekim procenama ima oko 22,7 miliona postavljenih mina, računajući i one iz II svetskog rata. Na Golanskoj visoravni je bilo nekoliko ratova, a 1967. godine je bilo umešano više država u taj sukob i to: Egipat, Izrael, Sirija i Jordan, gde je i postavljeno dosta protivpešadijskih mina. Kasniji sukobi 1973. i 1981. godine su samo još više pogoršali situaciju sa postavljanjem novih minskih polja. Veliku opasnost na Golanu izazivaju minska polja koja nisu propisno označena, tako da predstavljaju veliku opasnost po civilno stanovništvo. Procenjuje se da je oko 260.000 mina postavljeno unutar Izraelskih granica prema susedima, pa i na okupiranim teritorijama. U Jordanu je prema nekim izveštajima kontaminirano sa 492 minska polja, sa oko 304.000 mina. Većina ovih polja je postavljena 1967. godine, kao i 1973. godine kada je bio veliki arapsko-izraelski rat. Jordan je 2012. godine izjavio da je završio sa čišćenjem svih poznatih miniranih zona. Liban je kontaminiran posle arapsko-izraelskih ratova 1967. i 1973. godine, kao i unutrašnjim građanskim ratom od 1975. do 1990. godine. Procene o broju mina i minskih polja u Libanu uveliko variraju zbog više grupacija koje su se borile na tim prostorima i to od 150.000 do 360.000 mina. U Siriji su postavljena minska polja od 1973. godine zbog rata sa Izraelom, pa i kasnije zbog čestih konflikata. Takođe je kontaminirana i granica sa Turskom i Jordanom. Prema nekim procenama ima oko 100.000 postavljenih mina duž njenih granica. Uglavnom su ta polja neobeležena i često se dešava da stradaju meštani iz okolnih mesta i pastiri. Na Golanskoj visoravni je postavljeno oko 500.000 mina, a u svrhu odbrambenih taktika i međusobnih konfrontacija Izraela i Sirije. U Palestini je kontaminirano područje od pre rata 1967. godine. Te mine je postavila Jordanska i Britanska vojska za vreme njihovog mandata, a svrha postavljanja je da bi se odložio ili zaustavio već pripreman Izraelski napad na njihovu teritoriju. Nakon okupacije dela bivše teritorije Jordana, Izrael nije ni pokušao da očisti minska polja, a žrtve od mina su isključivo Palestinci, nema podataka da je stradao neki Izraelac od mina.
1948—2008: U Kolumbiji je u građanskom ratu između vladinih, nevladinih i paravojnih snaga došlo do korišćenja protivpešadijskih mina u građanskom ratu koji je trajao oko 50 godina sa prekidima. Mine su koristile sve strane u sukobu. Neki izveštaji govore da su mine samo korišćene u 1980-ih i 1990-ih godina. Teško je doći do relevantnih dokaza i saznanja kada su počele prvi put da se upotrebljavaju protivpešadijske mine u ovom građanskom ratu. Naročito ako se zna da je zemlja velikim delom ima i nepristupačnih i malo naseljenih područja. Tako da su informacije veoma šture. Prema nekim izveštajima vladine snage su postavile oko 20.000 mina a nevladine oko 150.000 mina na celoj teritoriji Kolumbije.
1950—1953: U Korejskom ratu između Severne i Južne Koreje je upotrebljena velika količina protivpešadijskih mina i zabeležen je izuzetno veliki procenat stradanja Američkih vojnika i njihovih Saveznika od mina. SAD su koristili mine M16A2 a Južna Koreja je koristila KM16A2 koja je verna kopija ove prethodne. Severna Koreja je koristila POMZ-2 mine SSSR porekla. I danas ima velika količina postavljenih mina na liniji razdvajanja, a prema nekim procenama ima po milion mina sa obe strane granice.
1956—1959: Turska je kontaminirana protivpešadijskim i protivtenkovskim minama, kao i improvizovanim eksplozivnim napravama (IEDs). Mine su postavljeni u periodu od 1956—1959. na granici sa Sirijom u dužini od 510 km, kao i na nekim delovima granice sa Jermenijom, Iranom, Irakom, a kako bi se sprečilo ilegalno prelaženje granice.
1959—1962: U Kini su korišćene protivpešadijske mine tokom vojne intervencije na Tibetu. Takođe su korišćene mine u sukobu sa Indijom 1962. godine koji se odvijao na granicama sa Tibetom. Ta minska polja su postavljena u visokim planinama, nenaseljenim i nepristupačnim predelima.
1961: Na Kubi u jugoistočnom delu zemlje na granici sa okupiranom pomorskom bazom Gvantanamo od strane SAD, i prema izveštajima Monitora vidi se da su sve strane u sukobu postavljali minska polja. Kubanci su početkom 1961. godine postavili oko 70.000 protivpešadijskih mina, kao i protivtenkovskih. Tek posle njih su i SAD sa svoje strane postavile minska polja na 18 km dugačkoj liniji razdvajanja. Kuba odbija da ukloni svoja minska polja, sve dok SAD budu držale okupiranu njihovu oblast Gvantanamo. Prema nekim izveštajima do kraja 1999. godine SAD su sa svoje strane uklonili sva minska polja.
1961—2002: U Angoli je od početka borbe za nezavisnost od Portugala, koja je počela sredinom 1961. godine, a kasnije i kroz različite faze građanskog rata upotrebljene su velike količine protivpešadijskih mina. U 1968. godini postojale su neke 3 grupacije koje su se borile za prevlast i to su: FNLA, UNITA i MPLA gde je došlo do korišćenja protivpešadijskih mina. Portugalci su 1970—71. držali još uvek teritoriju Angole gde su postavili velika minska polja duž Zambijske granice u pokušaju da zaustave infiltraciju grupacije MPLA koja se borila za nezavisnost Angole. Kada je 1974. godine došlo do vojnog udara u Portugalu, tako da se Portugal naglo povukao iz Angole, a već sredinom 1975. godine je došlo do novih sukoba i borbe za prevlast, gde je opet došlo do korišćenja protivpešadijskih mina. U ovom ratu bile su umešane i neke regionalnih grupa koje su podržavale SAD, SSSR i Kuba, koja je bila tu kao podrška trupama iz Angole i bilo ih je oko 50.000 vojnika. Prema nekim izveštajima neka minska polja je postavljala i Kubanska vojska, a takođe su obučili i lokalne snage da mogu da rukuju sa minama. Između septembra 1987. i marta 1988. je došlo do jedne velike bitke u zoni Cuito Cuanavale gde je učestvovalo između 3-5.000 trupa iz Južne Afrike gde im je pomagala domaća grupacija UNITA protiv grupacije MPLA i tada su obadve strane postavile minska polja duž linija razdvajanja svojih trupa. U trećem građanskom ratu 1992—94. godine, a zbog nepriznavanja izbornih rezultata poražena strana na izborima UNITA na čelu sa opozicionim liderom Savimbi koji su imali 40% glasova u odnosu na drugu stranu MPLA 49%, je odbila da prihvati izborne rezultate i obnavlja rat gde je došlo do većeg korišćenja protivpešadijskih mina od strane UNITA. Postavljali su mine oko gradova a širina tih pojaseva mina je na nekim mestima bila neverovatno velikih 3 km. U obnovljenom građanskom ratu krajem 1998. do 1999. godine gde je UNITA preuzela vlast ali druga strana nezadovoljna obnavlja rat gde totalno poražava snage UNITA, i u tim teškim borbama je došlo do ponovnog korišćenja protivpešadijskih mina i to od svih zaraćenih strana u sukobu. Sedamdeset šest različitih tipova protivpešadijskih mina su pronađene ili prijavljene u Angoli i to iz 22 zemlje. Ukupan broj žrtava u Angoli je nepoznat, mada procene se kreću od 23.000 pa do 80.000 stradalih.
1962: U pograničnom ratu između Indije i Kine došlo je do obostranog korišćenja veće količine protivpešadijskih mina u graničnim pojasevima tih zemalja. Ta minska polja su postavljena u visokim planinama, nenaseljenim i nepristupačnim predelima Tibeta.
1962—2000: U građanskom ratu za nezavisnost Eritreje i njenog odvajanja od Etiopije korišćena je velika količina protivpešadijskih mina. Eritreja nikada nije proizvodila protivpešadijske mine, nego je u toj borbi za nezavisnost upadala u skladišta Etiopskih snaga i koristila je njihove mine, a i uvezli su veliku količinu različitih vrsta mina iz celog sveta. U tom građanskom ratu postavljeno je preko 2 do 4 miliona mina, a sa velikom sigurnošću se može reći da je od strane oružanih snaga Etiopije na čelu sa generalom Mengistua i EPLF, postavljeno oko 2 miliona mina, a procenjuje se da ima i preko 3 miliona nekih drugih neeksplodiranih ubojnih sredstava (NUS). Zbog dugotrajnog unutrašnjeg rata u Etiopiji, a i zbog čestih sukoba sa susednim zemljama Sudanom 1977—1980, onda Somalijom 1997—1998, kao i Eritreje 1998—2000. godine nemoguće je utvrditi koliko je upotrebljeno mina. Između 1977. i 1994. godine više od polovine od procenjenih dva miliona mina postavljenih u Eritreji su uklonjeni. Oko pedeset različitih protivpešadijskih mina iz preko dvanaest zemalja je identifikovano u Eritreji i to:
- Belgija — TRN M35;
- Kina — Tip 69, Tip 72, PPM-2;
- Italija — V Mine;
- Francuska — MIAPDV 63, MIAPID 51;
- Pakistan — P2 Mk2;
- Južna Afrika — Type 72;
- SAD — M3, M7A2, M 14, M 15, M16A1, M18A1 Claimore;
- bivši Sovjetski Savez — MON-50, MON-100, MON-200, OZM-3, OZM-4, OZM-72, AMD-6, AMD-57, PMN, PMN-2, PMD-6M, PMD-57, POMZ-2/2M, TM-57, TM-62M, TMK-2);
- bivša Istočna Nemačka — PMP-71, PPM-2, PM-60;
- bivša Zapadna Nemačka — DM-11;
- bivša Čehoslovačka — PP-MI-SR, PP-MI-Sr II;
- bivša Jugoslavija — PROM-1.

1963—2006: U Gvineji Bisao je započeo dugotrajni desetogodišnji građanski rat zbog nezavisnosti od Portugala koji je trajao sve do 1974. godine, gde su se koristile protivpešadijske mine. Protivpešadijske mine su postavljane od samog početka građanskog rata i borbe za nezavisnost, a posle toga predsednici su se smenjivali kao na traci, vojni pučevi su bili popularni tako da je i građanski rat potrajao dugo. Sve vreme građanskog rata korišćene su protivpešadijske mine, i sve strane u ovom sukobu su ih upotrebljavale. Afrička partija za nezavisnost Gvineje Bisao i Kape Verde (PAIGC), je priznao proizvodnju PMD-6 BOKS mina, ali su prestali sa proizvodnjom mina nakon dobijanja nezavisnosti od Portugalije. Portugalska strategija je bila odbrana strateških pozicija svojih trupa, važnih saobraćajnica i mostova, i da time spreči PAIGC da priđu njihovim trupama ili da unište mostove. Portugalska vojska se služila nekim trikovima i često su stvarali „Lažna minska polja” sa bodljikavom žicom i vidnim znakovima „opasne mine”, da bi osujetili borce PAIGC da ih iznenade.
1964—1975: U Omanu u građanskom ratu su korišćene protivpešadijske mine i to u regionu Dhofar na jugu zemlje, zbog unutrašnjeg sukoba između vlade i separatističke grupe "komunistički Narodni front za oslobođenje Omana i zaliva. Takođe ima i dva minska polja duž granice sa Jemenom.
1964—1992: U Mozambiku je 1964. godine počela borba za nezavisnost od Portugalije i ta borba je trajala sve do 1974. kada su i dobili nezavisnost. Prema zvaničnim podacima u ovim sukobima protivpešadijske mine su počele da se koriste od oktobra 1965. godine, a mine su koristile sve sukobljene strane. Posle dobijanja nezavisnosti je počeo građanski rat, koji je sa prekidima trajao sve do 1992. godine, i sve vreme građanskog rata su korišćene protivpešadijske mine. U Mozambiku je identifikovano oko 1.100 minskih polja koje pokrivaju 22 km², i to: u Gazi, Inhambane, Manica, Maputo, Sofala, i Tete pokrajina. Do kraja 2013. godine očišćen je ogroman deo teritorije, a ostalo je još 5,38 km² da se očisti u četiri provincije: Inhambane, Manica, Sofala, a Tete. Daleko najveća kontaminacija od mina (3,4 km²) je u pokrajini Sofala.
1964—1999: U Vijetnamu u građanskom ratu od 1964. do 1975. između Severnog i Južnog Vijetnama gde su Američke snage i njihovi saveznici pomagali Južni Vijetnam, gde su bile umešane i neke okolne zemlje u taj sukob i to: Laos, Kambodža i Tajland, a gde je u prvoj godini ratovanja u Vijetnamu stradalo oko 65-70% Američkih marinaca, a jedan deo od toga je stradao i od sopstvenih mina, dok je u Australijskoj vojsci stradalo oko 12% vojnika od sopstvenih to jest savezničkih Američkih M16 mina od maja 1967. do povlačenja 1971. godine. SAD su još koristili i Gravel mine koje se takođe zovu i Buton mine, to su mine veoma malih dimenzija koje su se koristile i bacale iz aviona u svrhu odbrane svojih pilota koji su oboreni prilikom neke akcije i time su privremeno zaštitili nekog pilota da bi onemogućili pešadiji da ih uhvate pre nego stigne pomoć pilotima. Te mine su tako konstruisane da posle izbacivanja iz aviona i rasturanja na delu teritorije i aktiviraju se na kontakt kada neko dodirne ili su same eksplodirale u vremenskom rasponu od 3 do 8 minuta, to je zato što je u upaljačima bio gas Freon 113 koji u dodiru sa vazduhom počinje polako da isparava i posle tog određenog vremena kad ispari dolazi do eksplozije mine. Sem za odbranu svojih pilota SAD su koristili mine i u nekim od bitaka kao što je jedna bila na Khe Albaniji Sanh. Ove mine ako se ne aktiviraju u tom određenom roku mine bi postale skroz neaktivne i neupotrebljive. Ovih mina je proizvedeno oko 37 miliona između 1967. i 1968. iako je ova mina proizvođena sve do 1970, nema tačnih podataka koliko je ukupno proizvedeno ovih mina. Vijetnam je koristio mine POMZ-2 SSSR porekla kao i svoje mine MBV-78A1 koje su bile verna kopija SSSR POMZ-2 minama. U Laosu je u to vreme od 1964. do 1973. bilo kontaminirano više od 3.800 sela sa populacijom od 1,3 miliona osoba, koja su živela tu pod neposrednom opasnošću i blizine kontaminiranog područja. Kambodža je isto takođe bila kontaminirana u ovim sukobima, gde je posle toga nastupio i građanski rati i sve je to trajalo od 1965. do 1999, u međuvremenu je bila i invazija Vijetnama u novembru 1978. godine i obaranja sa vlasti Crvenih Kmera na čelu sa njegovim vođom Pol Pot, gde su oni prešli u ilegalu i sve do potpisivanja mirovnog sporazuma 1996. godine pružali su otpor vladinim snagama. Jedna mala grupica nije priznavala taj sporazum i još se borila protiv vladinih snaga, ali 1998 godine posle smrti idejnog vođe Pola Pota, došlo je do novih pregovora gde su konačno priznali vladu i došlo je do smirivanja situacije u zemlji od 25. decembra 1999. godine. U tom periodu sukoba sve strane su postavljale veliki broj protivpešadijskih mina. Pošto su Crveni Kmeri imali svoje baze na Tajlandu odakle su napadali vladine snage i zbog sprečavanja daljeg upadanja sa teritorije Tajlanda, Kambodžanska vojska je postavila minska polja duž granice sa Tajlandom. Postoje i neke oblasti koje su kontaminirane prema granici sa Vijetnamom. Stejt Departmenta je 1998. Godine izjavio da je procenjeni broj mina u Kambodži između 4-6 miliona, ali nema podataka o tačnom broju. Ukupni broj žrtava prema jednom izveštaju do 31. Decembra 2007. godine je bilo 66.070, (poginulih 19.402 i povređenih 46.668). Tipovi mina koji su pronađeni su:
- Kambodža (KN-10);
- Mađarska (M-62);
- SAD (M 14, M 16A1, M 18A1);
- Vijetnam (MBV-78-A1, MBV-78-A2, MD-82-B, MDH-2, MDH-3, MDH-5, MDH-7, MDH-10, MIN, MN, M 14, P-40 BALL, NOMZ2 B);
- Tajland (MODEL);
- bivši SSSR) (MON, OZM-3, OZM-4, OZM-72, PMN, PMN-2, POMZ-2, POMZ-2M);
- bivša Jugoslavija (PMA-2, PMA-3, PMD-6);
- Indija (M 14);
- Južna Koreja (M 18A1);
- Severna Koreja (POMZ, POMZ-2);
- Kina (PMN, POMZ-2, PMP-2, Tupe 66, Tupe 69, Tupe 72, Tupe 72B);
- Čile (M 18A1);
- Iran (M 18A1);
- Irak (PMN);
- Bugarska (MON, POMZ-2);
- Poljska (PSM-1);
- bivša Istočna Nemačka (POMZ-2M, PPM-2);
- bivša Čehoslovačka (PPIM-SR);
- Južna Afrika (Tupe72).

1967—1970: U Nigeriji su u građanskom ratu korišćene protivpešadijske mine, prema procenama nije upotrebljena velika količina mina.
1968—1991: U Češkoj je u vreme hladnog rata i sukoba Varšavskog i NATO pakta su u bazama koje su bile okupirane od strane od strane Sovjetskih trupa ostavile posle povlačenja veliku količinu mina, nešto od toga u skladištima, a skladišta su bila opasana minskim poljima. Takođe ima još ostataka mina i iz II svetskog rata.
1969—1992: U Zimbabveu to jest u bivšoj Rodeziji je došlo do upotrebe protivpešadijskih mina, a prvi incidenti su bili usmereni protiv Rodezijskih snaga, ubivši jednog Rodezijskog vojnika. Od decembar 1972. do januara 1980. godine, kada je rat završio, bilo je 2.405 incidenata, što je rezultiralo sa 632 poginula i 4.410 povređene osobe. Zimbabve je prijavio da je preostala kontaminacija minama na površini od gotovo 209 km², što obuhvata pet minskih područja i to: Musengezi da Rwenya, Sango Karaula da Crooks Corner, Rusitu da Muzite Mission, Sheba Forest Beacon Hill, i Burma Valley. Tu su još tri sumnjiva područja: Lusulu, Mukumbura i Rushinga.
1970—1978: U Čileu je za vreme vladavine Pinočea došlo do spora sa nekim susednim zemljama a jedan od konflikta koji se desio sa Bolivijom oko spornog dela teritorije i postavljene protivpešadijske mine od strane Čileanske vojske u pograničnom pojasu, a naročito je to izraženo između 2 grada Todos los Santos i Salar of Ayuni, gde je postavljeno oko 80.000 mina na oko 10.000 km² između ta 2 grada. Neka od minskih polja nalaze se na severu na čak 5.000 m nadmorske visine i veoma je nepristupačan teren što otežava njihovo čišćenje. Na tom spornom delu teritorije postavljeno je 42 minska polja sa 23.000 do 197.000 protivpešadijskih mina. Sem ove oblasti postoji još kontaminiranih područja, a prema podacima Ministarstva odbrane Bolivije, postoji još petnaest zagađenih područja koje pokrivaju 3.158.100 m². Pogođeno područje može biti veće površine jer vlasti Bolivije nisu mogle tačno da odrede veličinu ovih miniranih polja. Kontaminirana područja nalaze se u blizini jezera i planinskih prevoja, u oblastima koje nisu blizu većih naseljenih mesta, a nalaze se na područjima u blizini Khasiri, Chungara, Tambo Quemado, Pisiga i Khasiri. Bolivija je izvestila da lokalno stanovništvo zna za postojanje minskih polja i izbegava ulazak u njih.
1970—1999: U Zambiji su korišćene protivpešadijske mine od nedržavnih oružanih grupa iz susednih zemalja. Zbog vojnih operacija u 1970-im i 1980-im, Zambija ima problem protivpešadijskih mina u zapadnim i istočnim provincijama, a takođe je bilo i incidenata u blizini Lusake. Rodezijske snage su bile odgovorne za polaganje manjeg broja mina na tlu Zambije u istočnoj provinciji, polaganjem mina u pograničnim područjima su hteli da poremete režim u ranim 1970-im, a vrhunac eskalacija dostigao je u 1979. godini.
1973—2006: U Čadu je usled Libijske invazije od 1973. godine a i kasnije posle njenog povlačenja je ostalo je kontaminirano 417 oblasti na površini od 1.081 km² teritorije, gde direktno utiče na život i bezbednost ljudi, a najviše su kontaminirani pašnjaci, poljoprivredno zemljište, putevi i drugo. Takođe je tokom 30 godina unutrašnjih sukoba dovelo do toga da je korišćenja velika količina protivpešadijskih mina. Najviše je pogođen sever zemlje sa ovim minama. U Čadu je 13. Aprila 2006 godine u međusobnom obračunu vladinih i pobunjeničkih snaga iz razloga sprečavanja daljih nemira postavljena veća količina protivpešadijskih mina oko glavnog grada Ndžamena, a posebno je to istaknuto na severu i severoistočnom delu grada.
1974: Na Kipru je došlo do sukoba Turskih snaga i Kiparskih Grka gde su položene na hiljade mina u blizini tampon zone, gde je korišćeno osam vrsta mina. Ima 78 minskih polja unutar tampon zone sa strane Grka i 26 minskih polja od strane Turskih snaga, a procene neke su da su Kiparski Grci postavili oko 17.000 mina, a Turske snage su postavile 26.000 mina. Kipar je u svojim skladištima zadržao 1.000 mina za obuku vojske i istraživačke svrhe. Ovaj broj mina nije menjan od 2003. do 2010. godine, a od 2010. godine Kipar je odlučio da smanji broj na ukupno 500 mina.
1974—1985: U Kini su postavljana minska polja na granici sa Vijetnamom, Indijom i Rusijom. Procene govore da ima oko 10 miliona postavljenih mina. Te mine su postavljene u visokim planinskim i nenaseljenim predelima, tako da nije prijavljen neki veliki broj žrtava. Kina je sprovela veliku akciju čišćenja mina od 1992. do 1999. godine.
1975: U Peruu su u konfliktu sa Čileom u prigraničnom području minirano je oko 800 hektara zemljišta unutar teritorije Perua od strane Čileanskih snaga, u blizini veoma važnog turističkog grada Junin de los Andes. Prve godine posle sukoba je bilo 15 poginulih od mina i oko 200 povređenih. Prema nekim procenama oko 1 milion mina je postavljeno tokom tih godina, na celoj teritoriji Perua.
1975—1991: U Mauritaniji i Zapadnoj Sahari je tokom konflikta sa Marokom postavljene su protivpešadijske mine a najvećim delom u periodu od 1975—1978. godine. U Mauritaniji sem mina koje su postavljene tokom ovih sukoba, postoje i mine iz sukoba još i iz II svetskog rata, a prema nekim procenama ima oko 10.000 mina, dok ukupan broj mina procenjen je u rasponu od 200.000 do 10.000.000 mina koje treba očistiti. Pronađeno je 35 različitih vrsta mina iz 12 država. Pronađeno je ukupno 65 sumnjivih opasnih kontaminiranih područja, koje pokrivaju 76 km² i utiču na 60 zajednica. Većina minskih polja su očišćena još pre stupanja na snagu Sporazuma o zabrani mina, gde su prilikom čišćenja korišćeni svi vojni i međunarodni standardi. Prema jednom od izveštaja iz decembra 2013. godine, u Mauritaniji je ostalo nešto više od 8 km² da se očisti. Dok u Maroku su korišćenje mine pre svega na bedemu (defanzivni zemljani zid), a on je izgrađen od 1982. do 1987. godine u severozapadnom delu Zapadne Sahare. Njegova kontaminacija je u velikoj meri rezultat sukoba između Snaga Rojal Marokanske Armije (RMA) i Polisario odbrambenih snaga Zapadne Sahare. Maroko je neverovatno mnogo postavio minskih polja, a ceni se da je ukupno 120.000 km² površine kontaminirano. A takođe i Polisario trupe su postavljali minska polja i to: Bir Anzarane, Douiek, Gerret Auchfaght, Gor Lbard, Gor Zalagat, Hagounia, Idiria, Imlili, Itgui, i Tarf Mhkinza i Glibat Jadiane. Marokanska vojska je 2007. godine pokrenula sveobuhvatnu akciju čišćenja kontaminiranih područja sa 10.000 deminera, iako su samo 400 detektora imali na raspolaganju u tom trenutku. Uz povremene prekide do kraja 2013. godine je očišćeno tek oko 3.928 km².
1976—1980: U Tunisu je došlo do postavljanja protivpešadijskih mina posebno je kontaminirano područje je na jugu i jugoistoku zemlje duž granice s Libijom koje obuhvata devet minskih polja koja sadrže ukupno 3.526 protivpešadijskih mina i 1.530 protivtenkovske mina.
1977: U Libiji je tokom kratkotrajnog rata protiv Egipta postavljena minska polja zbog odbrane od brzih prodora Egipatske armije, koja je u nekoliko dana zauzela nekoliko gradova.
1977—1980: U Etiopiji je postavljene protivpešadijske mine zbog iznenadnog napada i brzog prodora Sudanske vojske u Ogaden regionu. Regioni koji su najviše pogođene ovim sukobima su: Tigrai, Afar, Amhara, Gamela, Oromia i Beni-Shangul, severni region Shevar, Džibuti i Avash, Ogaden regija, duž granice sa Somalijom i zapadna oblast oko Velega i Arosa. Procene o broju mina variraju od 500.000 mina, pa sve do čak 4 miliona mina. Više od dvadeset vrsta mina je identifikovano iz sedam zemalja.
1977—2005: U Somaliji protivpešadijske mine su prvi put upotrebljene tokom rata 1977—78. između vladinih trupa Mohamed Siiad Barre iz Somalije i Mengistu Haile Marijam iz Etiopije. Između 1981. i 1991. godine, somalijska milicija opozicije se borila da zbaci režimsku diktaturu Siiad Barre. Ova milicija je napadala iz Etiopije, pa je zbog toga Somalijska vojska koristila mine intenzivno duž granice sa Etiopijom. Procena je da je skoro 70% svih mina u Somaliji se nalaze u 70-96 minskih polja duž granice sa Etiopiji. Između 1988. i 1991. godine, somalijski Nacionalni pokret (ASL) napao je severne gradove Hargeisa i Burao i okolna sela. Procenjeno je da su između 400.000 i 800.000 mina koristili u ovom periodu. Sto hiljada mina je prijavljeno da su koristili u gradu Hargeisa. Somalijski Nacionalni pokret takođe je koristio mine duž mostova i pristupnih puteva, pa do vojnih kasarni. Upotreba mina se nastavila i nakon pada Siiad Barre od strane svih frakcija koji su se borili za vlast u Somaliji. Godine 1992. teritorija u dužini od 5 kilometara od Bur Dhubo-Kandhadere je minirana, a mine su intenzivno koristili u Kismaio, dolini reke Juba i duž reke Shebelle kod Beled Vein, onda područje između Galkaio, Dusa Mareb i primorski grad Obbia je takođe miniran. U 2004. godini, upotreba mina je prijavljena u nekoliko regionalnih sukoba, i to: u Jilib i Barave, milicije iz Shiikhaal klana navodno je postavila mine posle sukobljavanja sa rivalskom frakcijom Air grupom. U septembru 2004. godine, mine su navodno koristili u sukobima između Somalijskog Patriotskog Pokreta (SPM) i Jubba Vallei Alijanse (JVA) u donjem Jubba regionu u blizini grada Kismaio. Sukobi i korišćenje mina nastavilo se u raznim delovima Somalije i u 2005. godini.
1978: U Čileu je vojska postavila veliki broj mina na granici sa Argentinom tokom konflikta koji je skoro doveo do rata, a nikakvih informacija nema da je to isto uradila i Argentina.
1978—1987: Libija je u ratu sa Čadom postavljala mine za odbranu važnih lokacija i vojnih baza na svojim granicama.
1978—2006: Na Filipinima u građanskom ratu je došlo do korišćenja protivpešadijskih mina. Sve sukobljene strane su koristile protivpešadijske mine, a 20 provincija je kontaminirano. Sem vladinih snaga, još najmanje četiri nevladinih trupa (NSAGs) su koristili mine, uključujući i nove narodne armije (NPA), Moro islamski oslobodilački front (MILF), Moro Nacionalnog oslobodilačkog fronta (MNLF), i Abu Saiiaf Grupe (ASG).
1979: U Ugandi se pojavljuje samo mali broj protivpešadijskih mina koje su se koristile pre 1990. godine, što je dovelo do stradanja nekoliko žrtava od mina. Bilo je samo nekoliko incidenata ili povreda u bivšim zonama sukoba u središnjoj Ugandi i u regiji Zapadnog Nila, što ukazuje na to da nema mnogo mina koje su korišćene u ovom sukobu.
1979—1989: U Avganistanu su Sovjetske trupe postavile veliku količinu protivpešadijskih mina naročito u brdovitim i planinskim delovima, gde su im velike probleme pravili mudžahedini. Ipak i pored namenskog postavljanja ovih mina najveći broj žrtava su bili civili. Mine su još postavljali radi odbrane svojih vojnih baza, onda za odbranu nekih strateških tačaka, onda na periferiji gradova, da bi se sprečilo ubacivanje mudžahedina da ulaze u grad i da prave diverzije. Mine su takođe postavljale vladine i nevladine snage Avganistana pa sem SSSR mina bilo je tu i iz Irana, Pakistana i drugih zemalja. Protivpešadijske mine su se takođe koristile i u prigraničnim delovima susednih zemalja kao na primer Pakistanu, a postavljene su iz razloga da ne bi neke od nevladinih grupa ili mudžahedini prelazili granicu i time sprečavali prenošenje nestabilnosti iz Avganistana u Pakistana.
1979—1990: U Kostarici je na severnoj granici sa Nikaragvom postavljena minska polja od strane grupa boraca u građanskom ratu koji je bio zahvatio Nikaragvu u tom periodu, te mine su postavljene u graničnom pojasu u sektoru Los Chiles, Pocosol, Upala i La Cruz. Prema nekim procenama tu ima oko 5.000 mina. Pri čišćenju kontaminiranog terena pronađene su tipovi mina i to: PP-Mi-Sr II (bivša Čehoslovačka); M14 (SAD), PMD-6 (bivši Sovjetski Savez). Kostarika nije koristila protivpešadijske mine, nema ih u svojim skladištima.
1979—1992: U Nikaragvi, Hondurasu i El Salvadoru su korišćene protivpešadijske mine tokom građanskog rata, koji započeo kada su levičari došli na vlast, a zbog neslaganja velikih sila protivnika levičarskog režima i uz veliku podršku SAD i naoružanih grupa koje su se ubacivale iz Hondurasa. Na graničnim pojasevima prema El Salvadoru i Nikaragvi su postavljene mine. Te mine nije postavila vojska nego naoružane grupe koje su bile stacionirane u južnom Hondurasu i koje su se borile protiv režima u Nikaragvi i El Salvadoru i zbog svoje zaštite postavljali su mine unutar teritorije u prigraničnom pojasu sa tim zemljama. El Salvadorska vojska ih je koristila u periodu od 1980—1992. godine radi odbrane svojih vojnih baza od naoružanih gerilaca Farabundo Marti Nacionalnog oslobodilačkog fronta, a prema nekim izveštajima procenjeno je da ima u 19 oblasti sa preko 20.000 protivpešadijskih mina koje obuhvataju 425 minska polja, koje pokrivaju površinu od 436 km². Najviše gusto kontaminirani delovi teritorije protivpešadijskim minama bili su vulkanska područja Guazapa i San Miguel. Nema sveobuhvatne procene broja žrtava mina iz građanskog rata, mada je najmanje 75.000 ljudi ubijeno. Veliki broj ljudi je stradao od protivpešadijskih mina, a naročito je to bilo izraženo od 1986. godine, gde je mesečno stradalo između 80 i 150 osoba. U završnoj godini rata najmanje 576 ljudi je povređeno od mina i neeksplodiranih naprava u 107 odvojenih incidenata. U Nikaragvi je procenjeno da ima oko 120.000 mina koje su korišćene tokom 1980-ih godina, a najmasovnija upotreba je bila 1984. godine. Najveća minska polja su duž granice sa Hondurasom, gde je minirano oko dve trećine te granice. Mine koje su se koristile bile su uglavnom američke, čehoslovačke i sovjetske proizvodnje, kao i domaće priručne mine koje su brzo propadale i bile neaktivne posle nekog kraćeg perioda, zbog tropske klime i velike vlažnosti.
1980—1988: U Iranu za vreme rata sa Irakom postavljena je velika količina mina na granici u pet pokrajina, a prema nekim procenama ima oko 16 miliona mina na 4 miliona hektara zemljišta. Deminiranje se vrši na više načina: ručno i mašinskim putem. Iran je konstruisao i napravio vozilo bez ljudske posade, daljinsko upravljanje vozilom, koje može da izdrži minu od 10 kg, a da se to vozilo ne ošteti od eksplozije.
1980—2003: U Iraku je bilo više sukoba sa drugim zemljama kao i neki unutrašnji sukobi koji su doprineli da se postavi veliki broj protivpešadijskih mina. Jedan od tih sukoba bio je sa Iranom od 1980. do 1988. godine, gde je u graničnom pojasu postavljena velika količina protivpešadijskih mina. Drugi sukob je bio zalivski rat gde se očekivao udar iz Kuvajta pa su na granici sa Kuvajtom postavljena minska polja. U drugom ratu sa NATO snagama je opet na Kuvajtskoj granici došlo do postavljanja mina. Procene su da u Iraku ima oko 12 miliona protivpešadijskih mina.
1982: Na Foklandskim ostrvima je za vreme oružanog sukoba između Velike Britanije i Argentine 1982. godine je došlo postavljanja mnogo hiljada protivpešadijskih mina. Prema jednom izveštaju procenjeno je da je ukupan broj protivpešadijskih mina negde oko 20-30.000, koji su postavljeni u 113 područja koje obuhvataju površinu od 13 km², a tipovi mina koje su postavljeni su: Argentinske (FMK-1, FMK-3, AT); Španske (EKSPAL P-4-B); Italijanske (SB-33); Izraelske (No.4, SB-33). Tokom godina bilo je brojnih slučajeva u kojima su civili namerno ili nenamerno ušli u minsko polje. Ministarstvo odbrane UK je prijavilo da je ukupno šest meštana stradalo od mina, kao i 15 stranih turista i ribara. Takođe je od mina stradalo šest vojnika prilikom čišćenja i obeležavanja minskih polja u 1982. godini, a još dvoje su ranjeni u 1983. godini.
1984—1999: U Turskoj mine su postavljene od strane vladinih snaga tokom sukoba sa Kurdistanskom radničkom strankom (Partiya Karkerên Kurdistan, PKK) na jugoistoku zemlje.
1985—1991: U Južnoafričkoj Republici su tokom građanskog rata korišćene protivpešadijske mine od strane Afrički nacionalni kongres (ANC), koji je sproveo niskog intenziteta gerilsku kampanju i otvorio je novi front u ruralnim područjima postavljanjem mina na putevima i stazama u blizini farmi. Istraživanje Instituta za strateške studije na Univerzitetu u Pretoriji je otkrilo da 90% mine koje je postavio ANC je došlo u ruralnim područjima.
1986—1992: U Surinami prilikom unutrašnjeg konflikta korišćene su protivpešadijske mine u manjem obimu. Procenjeno je da je postavljeno oko 1000 mina.
1987—2010: U Ugandi je u više navrata došlo do korišćenja protivpešadijskih mina. Od 1987. do 1990, takođe i 1997. do 2001, kao i 2008. do 2010. godine je dolazilo do povremenih borbi vladinih snaga sa nekoliko nevladinih grupa, a jedna od jačih grupa je bila grupa Zapadnog Nila Bank koje podržavaju Sudan i Demokratska Republika Kongo (DRC). Druga grupa je bila Lords Resistance Army (LRA) i treća grupa je savezničke demokratske snage (ADF), podržane od prethodne vlade Mobutua od 1997. godine, kao i od 1998. godine podržane od strane Kabile. Sve strane u ovim sukobima su koristile protivpešadijske mine, a naročito je to izraženo u severnom delu zemlje uglavnom u okruzima Gulu i Kitgum, zatim u regionu zapadnog Nila i na području planine Rwenzori. U Ugandi je prema nekim izveštajima ostalo još kontaminirano nekoliko područja i to: ukupno ima 46 minskih polja koje pokrivaju 1,6 km² u okruzima Kasese, Bundibugyo i Maracha (u zapadnoj Ugandi), onda u Agora, Lamwo i Ngomoromo (u Kitgum i Lamwo okrugu) u severnoj Ugandi, prema granici sa Južnim Sudanom. Uganda je u svom izveštaju od 2004. godine prijavila zadržavanje 1.764 protivpešadijske mine Type 72 za potrebe obuke svoje vojske.
1988—1994: Na Nagorno-Karabahu u sukobu Jermenije i Azerbejdžana oko sporne teritorije, procenjeno je da ima postavljenih oko 100.000 protivpešadijskih mina, a kontaminacija zahvata preko 150 miliona kvadratnih metara miniranih područja koje čine oko 460 minskih polja. Veći deo minirane teritorije je poljoprivredno zemljište. Sve strane u sukobu su koristile protivpešadijske mine, a Jermenski ministar odbrane Harutiunian je priznao da su mine bile korišćene u većem obimu i postavljane na haotičan način bez reda i rasporeda mina, tako da to izuzetno mnogo otežava čišćenje. Minska polja skoro uopšte nisu obeležena gde je identifikovano 102 kontaminirane lokacije na više od 321 km² u pet okruga koje se graniče sa Azerbejdžanom. Trupe koje su učestvovale u ovom konfliktu najčešće su koristile uglavnom mine Sovjetskog porekla i to tipove: PMN-2, MON-50, MON-90, PMD i OZM-72 i Italijanske TC-50.
1989—1997: U Liberiji su tokom građanskog rata korišćene protivpešadijske mine, ali od nevladinih trupa, i nema poznatih miniranih polja, nego su se mine nasumično postavljale.
1990: U Alžiru u građanskom ratu 1990-ih godina pošto je vojska sprečila posle prvih višestranačkih izbora islamističku partiju da preuzmu vlast, dolazi do velikih nemira i početka građanskog rata u kojoj se grupa GIA (Grupa Islamske Armije) borila protiv kolonizacije Francuske i Alžirske vlasti, koja je bila profrancuska. U tom građanskom ratu je pobijeno više od 100.000 civila. Veliki broj stradalih civila je nastradao i od protivpešadijskih mina naročito u regionu Ouled Allel i mestu Oran, a to je popularno turističko mesto u Alžiru i voz koji je vozio do tog mesta je dobio nadimak voz smrti zbog čestih stradanja civila. Alžir je procenio da je više od 10 miliona protivpešadijskih mina postavljeno, na 1 m² je bilo oko 3 mine što proizilazi da su veoma gusto napravljena minska polja.
1990—1991: U Iraku i Kuvajtu tokom zalivskog rata su Iračke snage postavile nekoliko miliona mina na granici te dve zemlje, radi sprečavanja invazije NATO snaga na Irak. Procene su neke da je oko 5 do 10 miliona mina postavljeno, gde je prilikom čišćenja minskih polja bilo angažovano oko 4.000 osoba iz nekoliko zemalja, a 84 njih je izgubilo život, a 200 je povređeno. Oko 1.700 civila je do 1995. godine stradalo od mina. Kuvajt je 1995. godine objavio da je očistio sa svoje teritorije oko 7 miliona mina.
1990—1994: U Ruandi je u građanskom ratu između etničkih grupa došlo do korišćenja protivpešadijskih mina. Prema nekim procenama oko 50.000 mina je bilo postavljeno u tom međusobnom sukobu. Mine su postavljeni od strane vladinih snaga Ruandu, naročito oko Ruhengeri i Biumba. Minska polja su postavljali na severu zemlje duž granice sa Ugandom. Najteža koncentracija minskih polja je u severnom i severoistočnom delu zemlje u ruralnim oblastima, kao što su farme, putevi, staze za pešake, polja, onda plantaže čaja severno od Kigali i delova Nacionalnog parka Kagera. Na obuku za čišćenje kontaminiranog područja od mina je otišlo na trogodišnju obuku 180 vojnika u Keniju i zvanično 2 Decembra 2009. je očišćena teritorija Ruande od svih zaostalih mina.
1990—1996: U Nigeru su tokom građanskog rata korišćene protivpešadijske mine. Sve strane u sukobu su koristile mine. Vojska ih je koristila na krajnjem severu zbog pobune jednog plemena Tuarega. Prema nekim izveštajima u Nigeru ima mina i iz II svetskog rata.
1991—1994: U Džibutiju u građanskom ratu korišćene su mine od strane vladinih trupa i protivničkih snaga i to oko vojnih položaja i na nekim pristupnim putevima. Ukupan broj žrtava u Džibutiju nije poznat, do sada je identifikovano 85 žrtava od mina u periodu od 1999. do 2012. godine, od čega je 23 poginulih i 55 povređenih; ne zna se da li su ostalih sedam žrtava preživeli.
1991—1995: U Hrvatskoj je tokom ratnih sukoba postavljena velika količina protivpešadijskih mina. Procenjuje se da ih ima oko 1,2 miliona mina na oko 6.000 km², koji utiču na 920.000 stanovnika, a to je jedna petina ukupnog broja stanovništva. Naročito ih ima u Baranji, Posavini, Baniji, Lici i Dalmaciji. Jedan deo mina je postavljen i prema Mađarskoj granici a najviše je kontaminirano u opštini Matti Kelked. Pošto su mine bile uz samu granicu a ne duboko u teritoriji Mađarske, smatra se da su greškom postavile Hrvatske snage. Gustina postavljanja mina je bila od nekoliko centimetara, do nekoliko metara. Vrste protivpešadijskih mina koje su pronađene unutar Mađarske teritorije su: PMR-2, PMR-2A i OMSZ-2. Od ukupnog broja nagaznih mina na teritoriji cele Hrvatske su oko 75% protivpešadijske mine. Pronađeno je 14 vrsta mina u 5.780 poznatih miniranih oblasti. U maju 2014. godine u jednom od izveštaja Hrvatske ostalo je još 610 km² u 88 opština za čišćenje od mina, pri civilnim delovima terena, kao i 32,4 km² na vojnim lokacijama i poligonima za obuku. Ukupno 1.978 žrtava od protivpešadijskih mina do kraja 2013. godine, a od toga broja 511 njih je sa smrtnim ishodom, dok je 1.436 povređenih i 31 osoba se vodi kao nepoznato od čega su stradali.
1991—1998: U Senegalu je u prvim nemirima građanskog rata došlo do korišćenja protivpešadijskih mina između vojske Senegala i nevladinih oružanih grupa, Pokreta demokratskih snaga na Casamance (Mouvement des snage Democratikues de Casamance, MFDC). A u februaru 1993. godine, kada su bili predsednički i parlamentarni izbori, nevladine trupe su pomoću mina pokušavali da spreče ljude da idu na birališta i da glasaju u mestu Casamance. Kontaminirana područja nalaze se u regionu Casamance između Gambije na severu i Gvineje Bisao na jugu. Velikih razmera postavljanja mina od strane MFDC počela je u avgustu 1997. godine. Mine su koristili kao sredstvo terora i zastrašivanja, a njeni ekstremisti su želeli da pojačaju borbu po svaku cenu. MFDC nevladine snage su priznali da su koristili mine u novembru 1997. godine, a obećali su da to neće činiti više.
1991—1999: Bivša Jugoslavija je početkom raspada države 1991. godine na delu teritorije Crne Gore prema granici sa Albanijom je postavila protivpešadijske mine u dužini od oko 81 km. Kasnije za vreme NATO kampanje 1999. godine ponovo su minirana i utvrđena minska polja u graničnom pojasu prema Albaniji, ali ovoga puta i sa teritorije Kosova. Mine koje su pronađene bile su do 400 metara unutar svoje teritorije. One su trebale da zaštite od invazije i brzih prodora pešadijskih jedinica. Tipovi mina koji su pronađeni su: PMA-1, PMA-2, PMR i TMA-5.
1991—2001: U Tadžikistanu je došlo do upotrebe protivpešadijskih mina u periodu od 1991—1998. godine na granicama sa Avganistanom i Uzbekistanom zbog unutrašnjih sukoba u tim zemljama i zbog straha da se ne prenesu ti nemiri i u Tadžikistan. Sve strane u sukobu su koristili mine. Takođe su mine korišćene i u centralnim delovima zemlje zbog građanskog rata u zemlji u periodu od 1992—1997. godine. Najnovija upotreba mina na teritoriji Tadžikistana dogodila u 2000—2001. godini, kada su Ruske i Uzbekistanske snage stavljale mine na raznim lokacijama unutar granica Tadžikistana. U Tadžikistanu je identifikovala 607 miniranih područja koja pokrivaju površinu od približno 8,57 km² i sadrže više od 260.000 protivpešadijskih mina. Minirana područja nisu generalno dobro obeležena. Glavna područja kontaminirana minama su centralna regija Tavildara, Garm dolina, Khalaikhum, onda granica sa Avganistanom, takođe minirani su i glavni putevi i auto-putevi.
1992—1994: U sukobu Gruzije i Abhazije došlo je do intenzivnog korišćenja protivpešadijskih mina gde su obadve strane to koristili u odbranu svojih teritorija i trupa. Gruzijska vojska je većinu mina postavio u Ochamchira i Sukhumi okrugu, dok su Abhazijske snage većinu mina postavila u Gali okrugu. Na teritoriji Abhazije površina koja je kontaminirana je oko 15 km² u 336 miniranih lokacija. Do kraja 2011. godine očišćena su sva minska polja. Od 1992. pa do 2014. godine bilo je ukupno 706 žrtava (158 ubijeno, a 558 je nastradalo), a od toga je bilo nešto više od 400 stradalih civila.
1992—1995: U Bosni i Hercegovini je početkom sukoba bilo između 3 i 6 miliona mina. Ne postoje pouzdani podaci, ali se sa sigurnošću može reći da je bilo najmanje 3 miliona mina, a i da je jedan veliki deo uvezen tokom rata. Tokom ovog perioda, skoro tri miliona ljudi je raseljeno a oko 250.000 je prijavljeno da su mrtvi ili nestali, dok je oko 170.000 ranjeno. BiH je najviše kontaminirana minama u Evropi. Većina minskih polja se nalazila duž međuentitetskih linija razgraničenja u dužini od 1.100 km i širini do 4 km. Do 2. februara 2001. godine zabeleženo je 18.145 minskih polja, međutim tadašnje procene govore da je možda broj i veći od 30.000. Većina minskih polja su u „Zoni razdvajanja” između suprotstavljenih snaga, a ima ih i na mnogim drugim mestima, kao na primer za zaštitu dela nekih jedinica, onda da spreči pokrete i brze prodore trupa, oko strateških vojnih i ekonomskih objekata, kao i oko sela i gradova i drugde. Ima i postavljenih mina od pojedinaca bez ikakve upotrebne svrhe i namene i bez nekog reda, takva minska polja su neobeležena i predstavljaju veliku opasnost po civile. Minska polja se uglavnom nalaze na lokacijama planina i šuma, pa je zato pronalaženje i čišćenje takvih minskih polja izuzetno teško. Problem u BiH je veliko područje pod uticajem mina što je oko 11% površine, tako da mine predstavljaju jednu od najznačajnijih prepreka za povratak izbeglica i raseljenih lica, kao i da otežavaju ekonomski oporavak zemlje. BiH je uništila sve mine u svojim skladištima što je oko 520.000 protivpešadijskih mina, ali još nisu sva minska polja očišćena tako da je prema jednom izveštaju krajem 2010. godine ostalo da se uništi prema oko 210.000 mina na oko 1.442 km². Procenjeno je da je ugroženo stanovništvo zbog neposrednog življenja u blizini minskih polje oko 921.500 osoba. Broj stradalih od mina do kraja 2013. godine je ukupno 8.319 od čega je 1.833 poginulo a povređeno je 6.039, a za 447 osoba nije poznato od čega su nastradale. Prema istom tom izveštaju BiH je zadržala 1.962 protivpešadijske mine za potrebe obuke vojske i za obuku pasa za otkrivanje mina, kao i 23 mine MRUD koje nisu predviđene ovim sporazumom, ali se BiH i njih odrekla iz humanih razloga.
1992—1996: U Avganistanu u građanskom ratu koji je usledio posle sovjetske ere vladanja nad tom zemljom i oružanog sukoba od 1992—1996. godine došlo je do korišćenja velikog broja mina. Protivpešadijske mine su koristile i vladine i nevladine snage.
1992—1997: U Sijera Leone su korišćenje protivpešadijske mine u manjim količinama od početka građanskog rata. Najveća upotreba mina je bila 1997. godine nakon državnog udara, nevladine snage ECOMOG su bile odgovorne za postavljanje novih minskih polja, što dovodi do povećanog broja civilnih žrtava. Postoje dokazi da su ECOMOG snage koristile mine za zaštitu područja oko Lungi aerodroma i oko gradskog područja Kossoh.
1994—1999: U Mjanmaru to jest bivšoj Burmi je zbog nekih incidenata sa Tajlandom postavljeno u prigraničnom pojasu oko 7.000 mina na oko 53 km². Od 1994—1995. su postavili veliki broj mina prema Indiji zbog sprečavanja dolaska velikog broja izbeglica zbog unutrašnjih sukoba u Indiji . Isto tako od 1995—1996. je minirana granica prema Bangladešu u dužini od 25 do 50 km, mnogo je stradalih osoba kao i veliki broj životinja od tih mina. Takođe je zbog nekih unutrašnjih sukoba između vladinih trupa i etničkih vojnih snaga u samoj Mjanmaru bilo kontaminiranih oblasti oko nekih vojnih baza, puteva, železnica, brana, važnih infrastrukturnih objekata, na periferiji sela i drugim oblastima. Minska polja skoro da nisu uopšte označena tako da prestavljaju veliki rizik po civilno stanovništvo, kao i otežano pronalaženje i uništavanje.
1994—2004: U DR. Kongu su u građanskom ratu, zbog svrgavanja sa vlasti Mobutua u Prvom Kongoanskom ratu koji je bio u periodu od 1994—1997. godine postavljane su protivpešadijske mine od svih strana u tom sukobu. Takođe i u Drugom kongoanskom ratu gde je učestvovalo 8 država i oko 25 raznih vojnih grupa, i neke od tih grupa i država su postavljale protivpešadijske mine. Jedan od takvih sukoba koji se desio u junu 2000. godine između Ruande i Ugande u gradu Kisangani u DR. Kongu, kao i u blizini međunarodnog aerodroma Bangok, postavljene su protivpešadijske mine od svih zaraćenih strana. Prema nekim procenama oko 4.000 mina je postavljeno u gradu Kisangani i oko njega. Dok ne državne grupe (NSAGs) su postavljali mine bar do 2004. godine. U avgustu 2013. godine Kongo centar za razminiranje je izvestio da nacionalna baza podataka sadrži evidenciju o 1.540 minskih polja u svih 11 provincija. Strateški plan zemlje je da se zemlja očisti od mina do kraja 2016. godine.
1995—1997: U Venecueli su radi obezbeđivanja šest pomorskih baza postavili 1.074 protivpešadijske mine, od kojih je u međuvremenu jedna slučajno eksplodirala.
1995—1998: U Peruu je tokom konflikta sa Ekvadorom zbog spornog dela teritorije došlo do korišćenja protivpešadijskih mina. Mada je bilo i ranijih konflikata sa Ekvadorom 1941, 1981. kao i od februara 1995—1998. godine, desetine hiljada mina je postavljeno tokom ovih sukoba duž granice sa Ekvadorom, ali velika većina mina je postavljena tokom ovog zadnjeg sukoba 1995. godina. Od 1995. pa do 1998. godine bilo je oko 130 žrtava mina. Još tri provincije na jugu Ekvadora (Morona Santiago, Pastaza, i Zamora Chinchipe) ostaju kontaminirane protivpešadijskim minama i u mnogo manjoj meri i protivtenkovskim minama. Najveći deo minirane granice je Kondor Planinski venac (Cordillera del Condor), koji je bio glavno poprište sukoba. Ekvador je prijavio 128 kontaminiranih područja u preko pet provincija El Oro, Loja, Morona Santiago, Pastaza, i Zamora Chinchipe sa 11.524 protivpešadijskih mina. Morona Santjago je najviše pogođena pokrajina kako u broju minskih polja, tako i broju mina.
1997: U Albaniji je te godine bilo velikih nemira i velikih krađa naoružanja iz skladišta, prema nekim procenama opljačkano je oko 600.000 protivpešadijskih mina, tako da je vlada odlučila da zaštiti skladišta naoružanja minskim poljima.
1997—1998: U R. Kongo je tokom građanskog rata došlo do postavljanja protivpešadijskih mina. Najveća minska polja su postavljena oko glavnog grada Brazavila i oko lučkog grada Poant Noar (Pointe Noire) tokom tih borbi.
1997—1998: U Etiopiji je postavljen veći broj mina zbog odbrane od napada Somalije zbog sporne teritorije. Nema preciznih podataka koliko je tačno mina upotrebljeno tokom ovih sukoba.
1998: U Burundiju je zbog nekih sukoba sa pobunjeničkim grupama koje su delovale iz Tanzanije postavljeno je velika količina mina u prigraničnom pojasu. Mine koje su korišćene su Kineske, Ruske, Egipatske, Italijanske i Južne Afrike.
1998—2000: U sukobu Eritreje i Etiopije zbog graničnog spora došlo je do korišćenja protivpešadijskih mina. Prema nekim izveštajima u ovim sukobima je oko 240.000 mina postavljeno od strane Eritreje.
1998—2000: U Uzbekistanu su korišćene protivpešadijske mine na svojim granicama sa Avganistanom 1998. godine, onda Kirgistanom 1999. godine kao i Tadžikistanom u 2000. godini.
1999: U Istočnom Timoru oktobra 1999. su kanadske snage koje su učestvovali u mirovnoj misiji UN-a upotrebile Klajmor protivpešadijske mine, a za ovu upotrebu mina se saznalo nešto kasnije februara 2000. godine. Ove Klajmor mine nisu obuhvaćene sporazumom o protivpešadijskim minama, ali je ovaj incident izazvao veliku pažnju javnosti iz razloga što je Kanada zemlja koja je pokrenula inicijativu za zabranu protivpešadijskih mina.
1999—2000: U Kirgistanu su na granicama prema Tadžikistanu i Uzbekistanu postavljena minska polja da bi sprečili upade pobunjeničkih grupa od strane Islamskog pokreta Uzbekistana (IMU). Mine su postavljene u okruzima Batken i Chon-Alai i Kirgistana Osh. Lokacija mina su tačka sporenja između Uzbekistana i Kirgizije. Visoki zvaničnik u upravi Batken kaže da je Uzbekistan postavio svoje mine 200—500 metara unutar teritorije Kirgistana. A Uzbekistanski zvaničnici tvrde da nema mina na teritoriji Kirgistana i insistiraju da su njihove mine raspoređene 200—250 metara unutar teritorije Uzbekistana. Dodatno komplikuje situaciju je nedostatak dogovorene granice između Kirgistana i Uzbekistana i sporenje koja zemlja će da polaže pravo na čišćenje svoje teritorije. Postoji zabrinutost zato što civili žive, rade i obrađuju svoju zemlju u blizini minskih polja, što je potencionalno velika opasnost od njih stradanja. Dvadeset sela su navodno blizu minskim poljima, a mine su postavljene blizu reka, puteva, pašnjaka, tako da predstavlja veliki rizik za kretanja seljaka i za normalan život i rad, ono od čega najčešće seljaci žive, obradom zemlje i gajenjem stoke. Uglavnom su korišćenje 2 vrste mina i to: PMN i OZM-72. Minska polja su očišćena polovinom 2011. godine.
2001—2002: U Avganistanu su nevladine trupe postavile znatne količine protivpešadijske mina. Prema nekim izveštajima iz 2007. godine procenjena kontaminacije terena je na više od 859 km² u oko 1.585 sela, a samo te iste godine je bilo 608 žrtava od mina. Takođe od mina je stradalo 361.000 domaćih životinja. Prema nekim procenama UN-a iz 1998. godine u Avganistanu je bilo nešto između 5-7 miliona mina. Tipovi mina koji su pronađeni u Avganistanu:
- Belgija (NR-127);
- Kina (Type 69), (Type 72);
- Čehoslovačka (PP-MI-SR), (PP-MI-SR-II), (PT-MI-K), (Pt-Mi-K);
- Italija (SB-33), (SH-55), (TC-2.4), (TC-3.6);
- Pakistan (MD-2), (P2-Mark 3);
- SSSR (G-Vata-6), (MON-100), (MON-200), (MON-50), (MON-90), (OZM-3), (OZM-4), (OZM-72), (OZM-UUK-AP), (PDM-2), (PFM-1), (PFM-15), (PGMDM), (PMD-6), (PMD-6M), (PMN), (PMN-2), (PMP), (POMZ), (POMZ-2), (POMZ-2M), (TC-6-AT), (TM-41), (TM-46), (TM-57), (TM-62), (TM-62M), (TMB-44AT), (TMDB), (TMK-2), (TMN-46);
- Singapur (VS-MK2);
- Velika Britanija (Mark-2), (Mark-7);
- Jugoslavija (PMA-1A), (TMA-5);
- Zimbabve (RAP-2).

2002—2006: U Nepalu tokom sukoba, vojska Nepala je koristila protivpešadijske mine i improvizovane eksplozivne naprave (IEDs). Mine su postavljane oko vojnih objekata, policijskih stubova i infrastrukturnih objekata. Nepalska vojska je počela da koristi mine od 2002. godine i procenjuje se da ih ima oko 14.000 mina (uključujući 11.000 PMD-6 mina i 3.000 POMZ-2 i M14 mine). Mine su koristili na 53 lokacije i IEDs na 275 lokacija tokom sukoba.
2004: Ekvatorijalna Gvineja je postavljala protivpešadijske mine na ostrvu Bioko. Vlada Ekvatorijalne Gvineje nikada se nije izjasnila povodom toga tako da se ne zna ko ih je postavio, a takođe nije utvrđeno iz kojih razloga su postavljene mine.
2004—2010: U Jemenu je u junu 2004. godine nakon pobune na čelu sa Abdul-Malik Al-Houthia protiv vlade Jemena u planinskim severnim delovima gubernije Sa'daa, počela upotreba protivpešadijskih mina svih strana u sukobu.
2006—2009: U Šri Lanki brigadni general Lasantha Vickramasuriia je priznao da je vojska koristila protivpešadijske mine u prošlosti, ali je naglasio da je takva upotreba bila samo u prošlosti. Izgleda da su u 2008. i 2009. godini, nevladine snage LTTE postavile veliki broj mina u odbranu svojih vojnih infrastruktura. Predstavnik vojske je rekao da su naišli na mnoga nova minska polja, improvizovane eksplozivne naprave (IEDs) i mine iznenađenja u periodu od kraja novembra 2008. i marta 2009. godine. On je dalje tvrdio da je očigledno da LTTE je postavio milione mine u područjima pod njihovom kontrolom i da je veći deo mina postavljen gotovo svuda uz puteve, kuće, bašte, poljoprivredno zemljište i na druga mesta.
2007: Butan je prijavio da je postavio ukupno 103 protivpešadijske mine na dve lokacije koje se nalazi u blizini granice sa Indijom blizu mesta Manas, Vildlife i Sanctuari. Tu su bila dva kampa ili logora na Indijskoj teritoriji i gde su im te osobe prelazile slabo nadgledanu granicu i pravile velike probleme. Radi zaštite svojih građana postavili su ukupno 103 mine. Sve mine su očišćene i uklonjene u 2013 godini.
2008: U sukobu Gruzije i Abhazije došlo je do korišćenja protivpešadijskih mina sa obe strane radi odbrane dela teritorije i zaštite svojih trupa.
2008—2012: Na jugu Tajlanda je usled pobune naroda došlo do velike upotrebe protivpešadijskih mina kao i improvizovanih eksplozivnih naprava. U oktobru 2008. godine, dvojica vojnika su nagazili protivpešadijsku minu dok su patrolirali na spornoj teritoriji između Tajlanda i Kambodže, u blizini Svetske baštine zaštićene od UNESCO kod mesta Preah Vihear. U prošlosti, tajlandski vojnici su postavili defanzivna minska polja duž granice Tajland-Kambodža radi sprečavanje infiltracije Vijetnamskih trupa. Najčešće korišćene mine u Tajlandu su sovjetske proizvodnje i to: PMN-2, pomže-1, i pomže-2 mina, kao i kineskih mina Type 72 i Američkih M-18A1. Mine su takođe koristili na granicama sa Mjanmarom (bivša Burma), Laosu i Maleziji.
2011: U Libiji su koristili mine nevladine snage tokom građanskog rata protiv vladinih snaga lojalnih Moameru el Gadafiju. Te mine su zaplenjene u 2 velika magacina u blizini Misrate, a služili su im radi odbrane gradova i mesta od napada vladinih vojnih snaga. Te mine su pronađene na 6 različitih lokacija. Po nekim izveštajima mine su koristile i vladine snage u blizini mesta Adždabija, Brega, Khusha, Misrati, al-Kavalish i Nafusa planinama. Najčešće korišćen tip protivpešadijskih mina bile su mine čija je sadržina metala bila veoma niska i bile su teške za otkrivanje, a to je Brazilska (T-AB1 mine), ali dokazi postoje da su pronađene i Belgijske mine (NR 413 stake) kao i (TRN NR 442). Procenjeno je da je kontaminirano područje u Libijina još oko 1,5 do 3 miliona mina, ali do pre ovog konflikta 2011. godine.
2011: U Obali Slonovače je došlo do oružanog sukoba između snaga lojalnih bivšem predsedniku Laurenti Gbagbo protiv novoizabranog predsednika Alassane Ouattara. Tada je došlo do upotrebe mina ali to nikada nije zvanično potvrđeno. U jednom izveštaju 2014. godine Obala Slonovače je pomenula da je pronašla zalihe protivpešadijskih mina tokom provere imovine posle tih sukoba, gde su u 2012. godini uništene 1.526 mina, a između 27 jula 2013. i 28 februara 2014. godine još 277 mina.
2011: U Izraelu su postavljene protivpešadijske mine prema granici sa Sirijom, a to se dogodilo nakon ulaska nekoliko stotina civila 15. maja 2011. godine povodom godišnjice palestinskog obeležavanja praznika „Dana Nakba”. Mine su postavljene radi sprečavanja ulaska još većeg broja sumnjivih osoba, da bi se sprečio neki od mogućih terorističkih napada.
2011—2015: U južnom delu Sudana korišćene su protivpešadijske mine ali nije jasno ko ih je tačno koristio, jer ima više grupa pa i graničnih zemalja koje su to mogle da učine. Sumnjalo se na vladine snage Sudana, Južnog Sudana i Ugande, a takođe tu ima i nekoliko frakcija ili grupa koji su se na neki način otrgli od zvaničnih vlada tih zemalja, pa je jako teško utvrditi ko je tačno postavio te mine. Sve sukobljene strane u sukobu su negirale upotrebu protivpešadijskih mina. Treba pomenuti i da je Sudan od 2004. godine, potpisnik konvencije o zabrani protivpešadijskih mina, a mine su pronađene na teritoriji koju kontroliše Sudanska vlada. Dokaza ima za to, a jedan od tih dokaza je da je dana 22. jula 2014. godine, Mustafa Tambur, vojni portparol pokreta za oslobođenje Sudana (Abdel Vahid al-Nur, SLM-AV), izjavio je za Radio Dabanga da je sudanska vlada podmetnula nagazne mine na lokalitetu Kutum, u severnom delu Darfura. Navodno 23 protivpešadijske mine su otkrivene u oblasti Fonu kod Kutuma. Tambur je takođe zatražio da međunarodna zajednica pozove sudansku vladu da prestanu da koristite nagazne mine. Ubrzo zatim već 14. avgusta 2014. godine, vođe obe frakcije pokreta za oslobađanje Sudana — Mini Minavi, vođa SLM-MM i Abdol Vahid, vođa SLM-AV — sastali su se u Ženevi kako bi potpisali Ženevski sporazum o zabrani korišćenja protivpešadijskih mina. Sa ove dve glavne frakcije SLM-a koje su potpisale Ženevski deklaraciju, učestvovalo je još 4 nedržavne oružane grupe koje aktivno deluju u Sudanu i obvezale su se da će se suzdržati od upotrebe protivpešadijskih mina. Posle ovih sastanaka u Ženevi nije više zabeležen ni jedan slučaj korišćenja protivpešadijskih mina.
2011—2017: U Siriji je došlo do upotrebe protivpešadijskih mina. Niko zvanično nije potvrdio upotrebu mina, ali se sumnja terorističku organizaciju ISIS, jer su se okružili minama oko svojih utvrđenih gradova. Takođe iz više izvora je potvrđeno da su viđeni Sirijski vojnici kako čiste minska polja. Nelogično bi bilo da je to Sirijska armija postavila, jer je ona stalno napadala u želji da oslobodi svoju teritoriju, a iz ratnih iskustava može da se sa sigurnošću kaže da su ih postavljali isključivo oni koji se brane. Pošto se upotreba mina produžila sve do kraja 2017. godine, tako je te godine u avgustu i septembru u okolini grada Raka smrtno stradalo 12 osoba. U 2018—2019 nisu zabeležena nova postavljanje protivpešadijskih mina.
2012—2013: U Maliju je započeo oružani sukob na severu zemlje između vladinih snaga i njenih saveznika (Francuza), protiv oružanih opozicionih grupa povezanih sa Al Kaidom u islamskom Magrebu (AKIM). Ne-državne naoružane grupe pod nazivom Pokret za jedinstvo i džihad u zapadnoj Africi potvrdili su da su postavili minska polja blizu grada Gao. Ministar spoljnih poslova Malija je optužio AKIM za korišćenje mina.
2013: Na Nagorno-Karabahu u julu 2013. godine je vojni šef, general Movses Hakobian izjavio da su njegove snage postavile nagazne mine ove godine na jermenskom-azerbejdžanskoj granici, a upotreba je imala za cilj sprečavanje diverzantskih napada od strane Azerbejdžanskih trupa. On je takođe naveo da „zbog tekućeg sukoba sa Azerbejdžanom … danas nismo u poziciji da se uzdržimo od upotrebe protivpešadijskih mina za odbrambene svrhe duž linije razdvajanja”.
2013—2014: U Mjanmaru to jest bivšoj Burmi došlo je do građanskog rata gde je došlo do upotrebe protivpešadijskih mina i od vladinih snaga kao i od nevladinih snaga.
2013—2014: U Tunisu je od aprila 2013. godine prijavljena nova upotreba protivpešadijskih mina i improvizovanih eksplozivnih naprava u toku operacije u Tuniske vojske protiv islamističkih pobunjeničkih snaga u regiji Jebel Al-Cha'anby u blizini Alžirske granice.
2014: U Ukrajini je došlo do sukoba između vladinih snaga Ukrajine i nevladinih snaga (prorusa) koji su izbili početkom 2014. godine u početku na Krimu, a zatim i u istočnoj Ukrajini u provincijama Donjeck i Lugansk. Postoje značajni dokazi o postavljanju protivpešadijskih mina na različitim lokacijama.

## Primeri različitih mina
Protivpešadijske mine Drugog svetskog rata
- S-mina (Odskočna Betty) — popularna Nemačka odskočna mina; često kopirana nakon rata
- Staklena mina 43 — Nemačka mina izrađena većinom od stakla radi težeg pronalaženja.
- PDM-6 i PMD-7 — Ruska drvena mina.

Posleratne protivpešadijske mine SAD-a
- Gravel mine, 1960-ih — 1970-ih. Jednostavna, mala mina bez pomičnih dijelova. Milioni mina korišćenih tokom Vijetnamskog rata.
- M16 mine — poboljšana verzija Nemačke S-mine.
- BLU-43 (Dragontooth), 1970-ih. Mina Vijetnamskog rata avio kasetna.
- GATOR minski sistem, mine s modernim sistemom disperzije, obuhvata protivpešadijske (BLU-92/B) i protivoklopne mine.
- M18 Claymore — mina s usmerenim dejstvom.

Posleratne protivpešadijske mine Ruske proizvodnje
- PFM-1 -(leptir mina, NATO: Blue Parrot), moderna.
- POMZ — potezna mina za zasedu.
- MON-50 — Ruska verzija claymor mine s usmerenim dejstvom.
- PMN mina — jedna od najučestalijih mina koja se pronalazi pri operacijama razminiranja.
- MON-200 — velika mina sa 12 kg TNT eksploziva. Efikasno je protiv lako oklopljenih vozila.

Poslijeratne protivpešadijske mine Britanske proizvodnje
- HB 876 mine — 1970-ih — 1999. godine. Mina koja je deo avionske kasetne bombe JP-233. Svaka JP-233 bomba sadržavala je 215 komada HB 876 mina a njena primena je bila uništavanje avionskih pista i otežavanje popravljanja istih.

Jugoslovenske protivpešadijske mine
- MRUD — mina rasprskavajućeg usmerenog dejstva slična Američkoj M18 Claymore mini.
- PMA-1 — protivpešadijska antimagnetna mina 1 (Konzerva)
- PMA-2 — protivpešadijska antimagnetna mina 2 (Pašteta)
- PMA-3 — protivpešadijska antimagnetna mina 3
- PROM-1 — protivpešadijska rasprskavajuća odskočna mina 1 (Promovka)
- PMR-2 A / PMR-2 AS — protivpešadijska rasprskavajuća mina 2 A/AS (Kukuruz)
- PMR-3 — protivpešadijska rasprskavajuća mina 3

## Galerija slika
- Nemačka odskočna mina S-Mine
- Jugoslovenska protivpešadijska mina proizvedena od strane IMP (Balkan 1996)
- Ruska protivpešadijska mina MON-50 s usmerenim dejstvom
- Blast mine – American M14
- Blast mines – Russian PMN1 and PMN2
- Blast mine – Italian TS-50 in-situ
- Blast mine – Italian VS-MK2 (poprečni presek)
- Jugoslovenska odskočna mina PROM-1
- Protivpešadijska mina Antimagnetna 2, PMA-2. Jugoslavija.
- nagazna mina od Nacističke Nemačke tzv. „Šrapnelina”, S-mina
- Više vrsta protivtenkovskih i protivpešadijskih mina.
- M16 mina, SAD kopija Nemačke S-mine
- M18 Claymore mina usmerenog dejstva

## Spoljašnje veze
- Mines Advisory Group
- Monitor Архивирано на веб-сајту  (2. март 2015)
- Monitor — Izveštaj za Srbiju i Crnu Goru iz 2004. godine Архивирано на веб-сајту  (21. фебруар 2015)
- „Protivpešadijske mine”
- Tipične povrede od protivpešadijskih mina. Snimio Crveni Krst. Upozorenje: slike
- Dodatne slike povreda od mina. Upozorenje: slike
- Instructional video covering the treatment of landmine injuries. Produced by the Red Cross. Warning: graphic video
- Introductory note by Stuart Casey-Maslen, procedural history note and audiovisual material on the Convention on the Prohibition of the Use, Stockpiling, Production and Transfer of Anti-Personnel Mines and on their Destruction in the Historic Archives of the United Nations Audiovisual Library of International Law
- ICBL — Nevladina organizacija koja je prva pokrenula kampanju za zabranu protivpešadijskih mina
- Prikaz konferencija, sastanaka i ostalog materijala vezanog za zabranu mina
- Podrška Prava Pristup — Srbija Архивирано на веб-сајту  (24. децембар 2013)